# Palaiseau
Palaiseau (prononcé [palɛzo] ) est une commune française située à dix-huit kilomètres au sud-ouest de Paris, sous-préfecture du département de l’Essonne, dans la région Île-de-France.
Domaine royal au VIe siècle puis à nouveau au XVIIIe siècle sur la route importante de Chartres à Paris, la commune se développa fortement dès le XIXe siècle avec l’arrivée du chemin de fer. Palaiseau devint alors un lieu de villégiature, des écrivains tels que George Sand, Alexandre Dumas, Charles Péguy bâtirent leurs villas et petits castels près des gares. 
Elle accueille sur son territoire plusieurs grandes écoles françaises : l’École polytechnique, Télécom Paris, l'Institut d'optique, l’ENSTA ParisTech, l'ENSAE ParisTech, l'Institut Mines-Télécom,  AgroParisTech ainsi que des centres de recherche de l’Onera, Danone, Thales et EDF.
Ses habitants sont appelés les Palaisiens.

## Géographie

### Situation
Palaiseau est située dans la grande banlieue parisienne, dans la région naturelle du Hurepoix, au bord de la rivière l'Yvette, au débouché de la basse Vallée de Chevreuse. Elle occupe 1 151 hectares dans un rectangle d’approximativement 5,6 kilomètres de long et 3,1 kilomètres de large, sur lequel subsistent en 2003 cent cinquante-neuf hectares d’espaces verts, quatre cent onze hectares d’espaces ruraux, principalement sur le plateau.
Huit ponts et huit passerelles permettent de franchir l'Yvette, dont un pour accéder au stade, un pour l'autoroute A10, un pour la LGV Atlantique.
Palaiseau est située à dix-huit kilomètres au sud-ouest de Paris-Notre-Dame, point zéro des routes de France, dix-sept kilomètres au nord-ouest d’Évry, neuf kilomètres au nord-ouest de Montlhéry, treize kilomètres au sud-est de Versailles, quatorze kilomètres au nord-ouest d’Arpajon, vingt-et-un kilomètres au nord-ouest de Corbeil-Essonnes, vingt-six kilomètres au nord-est de Dourdan, vingt-six kilomètres au nord-ouest de La Ferté-Alais, trente-deux kilomètres au nord d’Étampes et trente-huit kilomètres au nord-ouest de Milly-la-Forêt.

### Communes limitrophes
Au nord, la commune est limitrophe d’Igny, au nord-est, de Massy dont elle partage la gare principale, à l’est, la petite commune de Champlan, au sud-est et sud, l’Yvette sépare la commune de Villebon-sur-Yvette. Au sud-ouest, Palaiseau partage des quartiers avec Orsay (La Troche, Lozère), sur le plateau de Saclay, la commune est liée à Saclay à l’ouest et Vauhallan au nord-ouest.

### Relief et géologie
Le relief de Palaiseau se développe entre quarante-sept mètres sur la rive de l’Yvette et cent cinquante-neuf mètres sur le plateau de Saclay. Sur le versant sud, sept cents mètres linéaires séparent le lit de la rivière et le plateau, le dénivelé est donc relativement important.
Sur le versant est, la pente est plus douce vers le lit de la Bièvre à Igny. À proximité de la gare de Lozère, un escalier, appelé « Sentier de la Gloire » par les étudiants, mène au plateau et à l’École polytechnique par la Troche sur un dénivelé de cinquante mètres. La commune est située sur un terrain mêlant argile dans le fond de la vallée, sable et meulière sur les hauteurs.

### Hydrographie

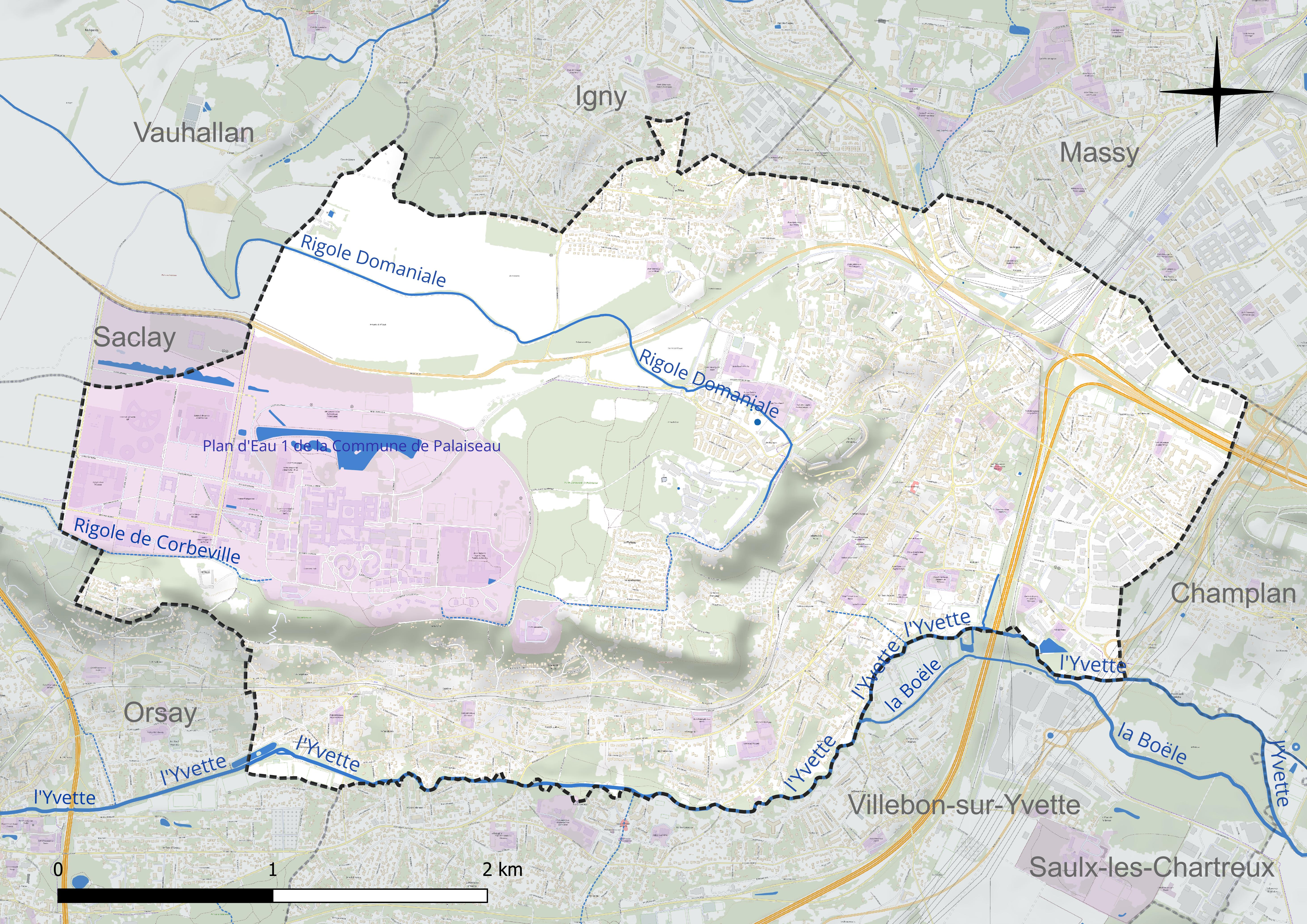
Réseau hydrographique de Palaiseau.

Le territoire de la commune est séparé d’Orsay et Villebon-sur-Yvette par la rivière l’Yvette qui marque ainsi toute la frontière est et sud de la commune. Un lac naturel fait office de bassin de retenue dans le quartier de Lozère, à proximité d’Orsay. Un ruisseau souterrain suit le trajet de l’autoroute A 10 pour se jeter dans la rivière. Un grand lac artificiel a été aménagé dans le parc de l’École polytechnique. Sur le plateau, des rigoles canalisent le ruisseau de Corbeville depuis Orsay jusqu’à l’étang de Saclay en passant par la forêt domaniale : rigole de l’État, rigole des Granges et rigole Domaniale.

### Climat
Pour des articles plus généraux, voir Climat de l'Île-de-France et Climat de l'Essonne.
En 2010, le climat de la commune est de type climat océanique dégradé des plaines du Centre et du Nord, selon une étude du CNRS s'appuyant sur une série de données couvrant la période 1971-2000. En 2020, Météo-France publie une typologie des climats de la France métropolitaine dans laquelle la commune est exposée à un climat océanique altéré et est dans la région climatique Sud-ouest du bassin Parisien, caractérisée par une faible pluviométrie, notamment au printemps (120 à 150 mm) et un hiver froid (3,5 °C).
Pour la période 1971-2000, la température annuelle moyenne est de 11,3 °C, avec une amplitude thermique annuelle de 15,2 °C. Le cumul annuel moyen de précipitations est de 657 mm, avec 11 jours de précipitations en janvier et 7,9 jours en juillet. Pour la période 1991-2020, la température moyenne annuelle observée sur la station météorologique la plus proche, située à Épinay-sur-Orge à 7 km à vol d'oiseau, est de 11,5 °C et le cumul annuel moyen de précipitations est de 694,4 mm,. Pour l'avenir, les paramètres climatiques de la commune estimés pour 2050 selon différents scénarios d'émission de gaz à effet de serre sont consultables sur un site dédié publié par Météo-France en novembre 2022.

### Voies de communication et transports
La commune est desservie par divers grands axes qui la rendent accessible en voiture depuis Paris de la Porte de Saint-Cloud par l’ex-route nationale 10 puis par la route nationale 118, direction Orléans/Chartres, sortie « Palaiseau, Igny, gare de Massy-TGV » puis par la route départementale 444 ; de la Porte d'Orléans par l’ex-route nationale 20 puis la RN 188, sortie « Palaiseau » et de la Porte d'Orléans par l’autoroute A6a, ou de la Porte d'Italie par l’A6b, bifurcation A10 en direction de Bordeaux/Nantes, sortie « Massy, Palaiseau, Villebon-sur-Yvette ».
Elle dispose aussi de connexions ferroviaires par le RER B : direction Saint-Rémy-lès-Chevreuse, stations « Massy-Palaiseau », « Palaiseau », « Palaiseau-Villebon » et « Lozère » ; le RER C : correspondance à Massy-Palaiseau avec le RER B direction Saint-Rémy-lès-Chevreuse ; la gare de Massy TGV : correspondance à Massy-Palaiseau avec le RER B direction Saint-Rémy-lès-Chevreuse. D'autre part, un arrêt de la ligne 18 du Grand Paris Express, actuellement en attente de la Société du Grand-Paris, devrait être créé dans la commune au plus tard en 2027, la reliant au CEA de Saclay à l'ouest et à l'aéroport d'Orly à l'est, puis à Versailles en 2030.
L'aéroport Paris-Orly est accessible par l'Orlyval, et une correspondance à la gare d'Antony avec le RER B en direction de Paris. L'aéroport Paris-Charles-de-Gaulle est accessible lui directement par le RER B direction Paris, en environ quatre-vingt-dix minutes.
La ligne de bus RATP 199 (stations « Barbusse-Baudot », « Cosmonautes-Flaubert », « Cosmonautes-Stalingrad », « Pierre Curie »), la ligne de bus RATP 119 dessert le Pileu à partir de la gare de Massy-Palaiseau, la Noctilien N122 (stations « Massy-Palaiseau », « Édouard Branly », « Palaiseau-Villebon ») et Noctilien N63 (station « Massy-Palaiseau ») entre 0 h 30 et 5 h 30, les autobus Cœur d'Essonne (4503 (Ex M153)) : station « Massy-Palaiseau RER » ou stations « Flaubert », « Stalingrad », « Ambroise Croizat », « Léon Blum » et « Gutenberg », le réseau de bus Paris-Saclay (1, 8, 14, 15, 18, 19, DM12, 91-05, 91-06 et 91-08) et enfin le réseau de bus Île-de-France Ouest (5154 (Ex 91-10) et 9111) desservent la commune.

## Urbanisme

### Typologie
Au 1er janvier 2024, Palaiseau est catégorisée grand centre urbain, selon la nouvelle grille communale de densité à sept niveaux définie par l'Insee en 2022.
Elle appartient à l'unité urbaine de Paris, une agglomération inter-départementale regroupant 407  communes, dont elle est une commune de la banlieue,,. Par ailleurs la commune fait partie de l'aire d'attraction de Paris, dont elle est une commune du pôle principal,. Cette aire regroupe 1 929 communes,.

### Projets d'aménagement
Depuis novembre 2005, la commune est au centre de l’Opération d'Intérêt National de Massy Palaiseau Saclay Versailles Saint-Quentin-en-Yvelines.
Palaiseau fait l'objet d'une importante opération d'aménagement dans le cadre du développement du pôle technologique Paris-Saclay.

### Habitat
En 2013, 2 860 logements locatifs sociaux existaient dans la commune, soit 21,87% du parc.
L'écoquartier Camille Claudel, inauguré en 2016 sur le Plateau, est équipé de la technologie LiFi et fonctionne grâce aux énergies renouvelables (label BBC).

### Lieux-dits et quartiers
Palaiseau peut être divisé en cinq grands ensembles urbains :
- le quartier de la Rue de Paris, qui correspond au centre-ville s’étirant du nord au sud le long de l’ancienne route de Chartres ;
- le quartier résidentiel du Pileu et des Joncherettes ;
- le quartier pavillonnaire et résidentiel du Plateau ;
- le quartier de grand ensemble des Hautes et Basses-Garennes ;
- l'ancien quartier de villégiature de Lozère.

L’École polytechnique et ses 2 000 résidents permanents sur le plateau de Saclay peut aussi être considérée comme un quartier à part entière.

## Toponymie

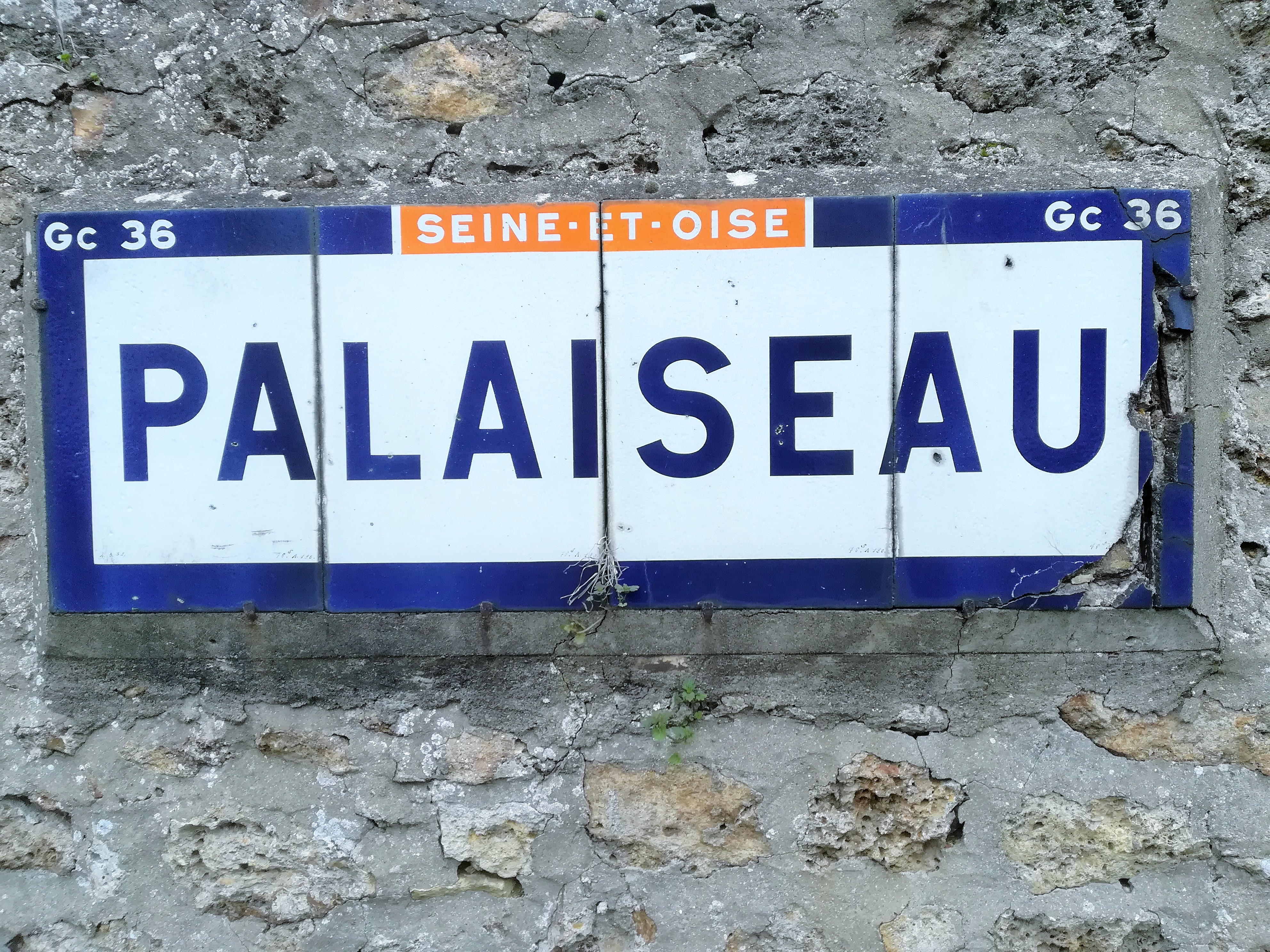
Ancien panneau.

Le nom de la localité est attesté sous les formes Palaciola, Palaceolo sur une pièce de monnaie mérovingienne, Palatiolum au IXe siècle, Palesolium, Paleisol vers 1180, Palleisel en 1205, Paleisol et Palesel au XIIIe siècle.
Le nom de la commune serait issu du mot latin Palatiolum, au IXe siècle, signifiant « petit palais », en référence au petit château royal que possédait Childebert Ier.
Le nom de Palaiseul (Haute-Marne) a la même origine.
Le nom de la commune était parfois orthographié Palaizeau.

## Histoire

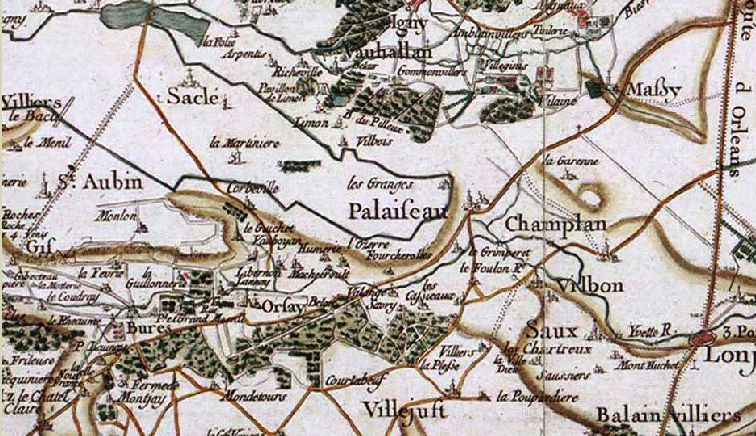
Carte de « Palaiſeau » par Cassini.

### Origines
L’histoire de Palaiseau débute avec la construction pour Childebert Ier d’un petit château, dénommé palatiolum en latin, qui donna son nom au lieu. Plus tard, la reine Bathilde, épouse du roi Clovis II s’y installa avec son fils, Clotaire. Elle fut à l’origine d’une abbaye à proximité du château, avec le moine saint Wandrille venu de Rouen pour une affaire concernant l’abbaye des Fontanelles.
L’existence du site est attestée à partir du 25 juillet 754, date à laquelle Pépin le Bref fit don du domaine de Palaiseau et de ses dépendances à l’abbaye de Saint-Germain-des-Prés lors, dit-on, de l’exhumation des restes de saint Germain en présence du pape. Le cercueil semblait trop lourd pour être transféré lorsqu’un spectateur aurait prétendu que c’était à cause du conflit entre le domaine royal et l’abbaye au sujet de Palaiseau que le corps du saint était bloqué. Pépin ayant effectué la donation, le corps de saint Germain aurait immédiatement pu être déplacé. Cette terre s’étendait alors sur les communes actuelles de Palaiseau, Orsay, Bures-sur-Yvette, Gif-sur-Yvette, Saint-Rémy-lès-Chevreuse, Saclay, Vauhallan et Villebon-sur-Yvette. Des impôts importants devaient alors être versés à l’abbaye.

### Palaiseau, domaine partagé

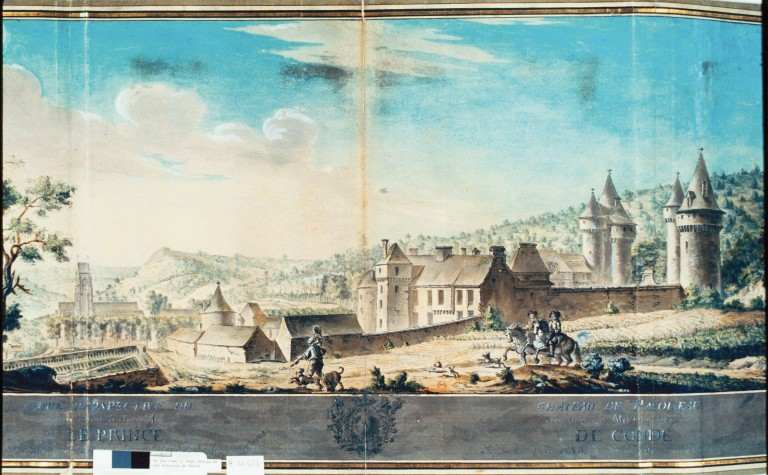
Château de Palaiseau au XVIIe siècle.

En 950, le domaine fut cédé à Guérin dit « le Vieux », premier seigneur laïc, vassal du roi de France[réf. nécessaire]. Mais vers l’An mille, et jusqu’au règne de Philippe-Auguste, le domaine était éclaté entre près de dix seigneurs. Hugues le Grand, abbé de Saint Germain des Prés vendit Palaiseau. En 1099, l’un d’eux, le chevalier Gontran de L'Ozerre (déformé plus tard en Lozère) se signala lors de la prise de Jérusalem en égorgeant plus de cent musulmans[réf. nécessaire]. De retour, il céda son fief du lieu-dit Fourcherolle à l’abbé Bertrand.
En 1262, le seigneur de Palaiseau décéda, saint Louis donna sa fille Jeanne en mariage à un Le Brun, qui devint seigneur de Palaiseau. Cette famille resta sur le domaine jusqu’au XVe siècle, date à laquelle Jacques Le Brun décéda sans descendance. La seigneurie fut alors transmise à sa sœur, une autre Jeanne, épouse du chevalier Guillaume II de Harville. Ce dernier fut tué en 1415 à la bataille d'Azincourt. Son fils étant trop jeune, le domaine sans chef tomba en 1417 devant les assauts de Jean sans Peur, comme les châteaux de Montlhéry, Marcoussis et Dourdan. La cité fut alors confiée par Henri V d'Angleterre à la garnison de Montlhéry. En 1430, Thomas Burcho, écuyer anglais, fut fait seigneur de Palaiseau. En 1436, Guillaume III de Harville récupéra le fief de Palaiseau. La famille resta implantée jusqu’au XVIIIe siècle.
Au XVIIe siècle, Louis XIII érigea le domaine en marquisat pour récompenser Anne-Antoine de Harville, qui fut gouverneur de Calais de 1622 à 1627. En 1652, la ville fut frappée par la peste.
En 1701, François de Harville décéda et le domaine revint à son gendre, Nicolas-Simon Arnauld de Pomponne, fils du diplomate et ministre Simon Arnauld de Pomponne.
En 1714, le prêtre Joseph Lambert ouvrit la première institution d’instruction gratuite pour garçons à Palaiseau.
Le 1er août 1758, la seigneurie et chatellenie fut vendue au roi Louis XV et en 1760, Mademoiselle de Sens échangea avec le roi la seigneurie de Palaiseau contre celle du Charollais, mais elle décéda en 1765. La seigneurie revint donc à son demi-frère, le prince Louis-Joseph de Condé. Il posséda Palaiseau, son château et son domaine jusqu’à la Révolution française. C’est lui qui engagea le père de Joseph Bara comme garde-chasse.

### Révolution française
La Révolution française fit son office, le 24 janvier 1790 : l’assemblée locale fut élue, le prince Louis-Joseph de Condé fut le dernier seigneur de Palaiseau[réf. nécessaire].
Le 14 novembre 1790 a lieu la deuxième élection de l’assemblée locale. Première grande décision de cette assemblée, en 1805, la constitution d’un corps de Pompiers[réf. nécessaire].

### LeXIXesiècle, l’essor

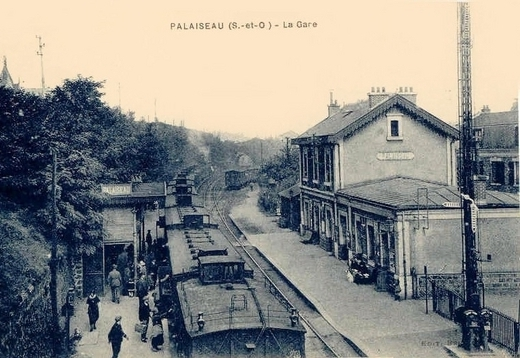
La gare de Palaiseau au début du XXe siècle.

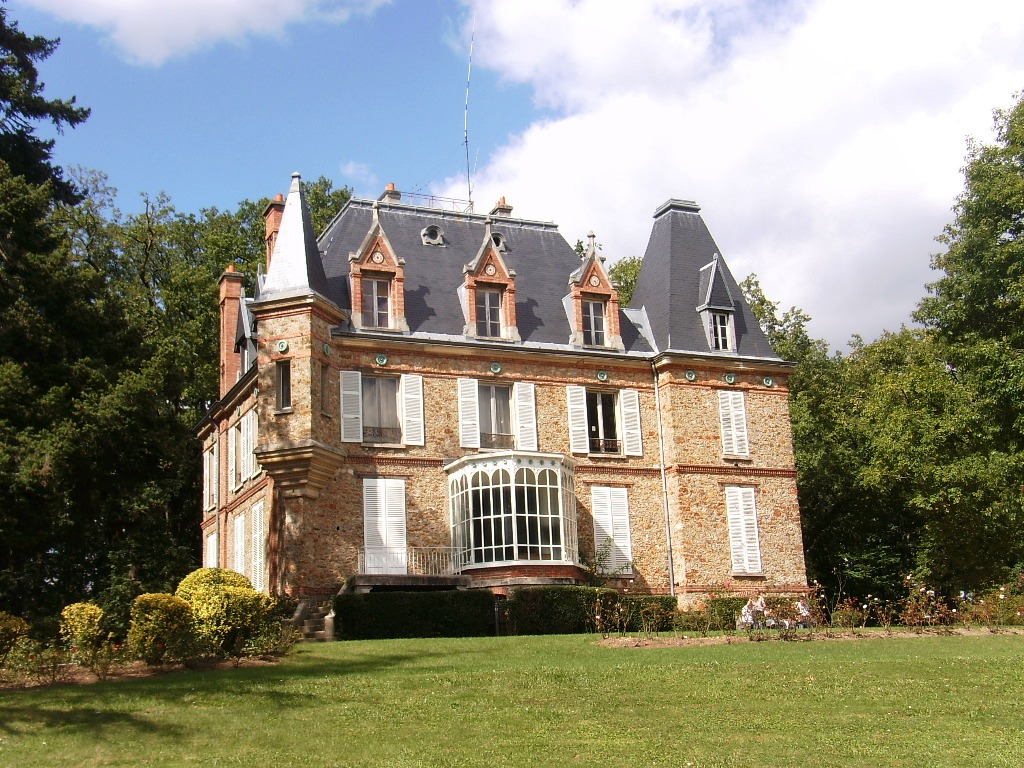
Château d'Ardenay à Palaiseau

En 1833, la ville fit l’acquisition d’une pompe à bras.
En 1848, l'État décide l’implantation à Palaiseau d’une brigade de gendarmes à pied.
En 1856, la tour de l’église Saint-Martin fut dotée d’une flèche de vingt-six mètres et d’un paratonnerre.
En 1845 débuta la construction de la ligne de Sceaux, inaugurée le 23 juin 1846. Le 29 juillet 1854, la ligne est prolongée à Orsay, et son exploitant fusionne avec la compagnie du chemin de fer de Paris à Orléans. Palaiseau qui était depuis longtemps un relais de poste sur la route de Chartres à Paris devint accessible rapidement par les Parisiens grâce à ses trois gares : Palaiseau, Palaiseau-Villebon et Lozère. D’abord des écrivains (George Sand, Alexandre Dumas Fils, Charles Péguy, et autres) puis des anonymes construisirent de riches demeures sur les coteaux ou dans la vallée. Une de ces demeures est le château de la Saussaye en face de la gare de Palaiseau. Le Château d'Ardenay est une autre de ces demeures.
En 1864, Palaiseau est dotée d'un bureau de Postes et télégraphes.
En 1870, Palaiseau accueillit une usine à gaz d’éclairage qui remplaçait l’éclairage public à huile installé en 1843. Mais le 18 septembre 1870, lors de la guerre franco-allemande de 1870, Palaiseau fut occupée par 35 000 Prussiens, ils ne quittèrent la commune que le 14 mai 1871. Cet épisode décida l’État-major à protéger la capitale par des places fortes. Palaiseau, par sa situation dominante sur la vallée de l’Yvette, fut choisie. Le fort de Palaiseau et deux batteries furent construits sur les hauteurs en 1879.
En 1880, la ville devint carrefour de communication. À la ligne de Sceaux s’ajouta la ligne de Grande Ceinture dont la gare de Massy - Palaiseau fut inaugurée le 1er mai 1880.
Le 11 septembre 1881, le sculpteur Louis Albert-Lefeuvre offrit à la commune une sculpture représentant le héros « adoptif » de la commune, Joseph Bara. Néanmoins, il participe à la légende en le représentant un sabre à la main, alors que le jeune homme n’était que tambour dans le 8e régiment de hussards.

### XXesiècle
En 1913, la commune passa à l’éclairage électrique avec une concession accordée à l'entreprise Sud-Lumière.
Première Guerre mondiale
Mais à nouveau la Grande Guerre meurtrit la ville. Pendant la Première Guerre mondiale, le château de Villebon devint un Hôpital auxiliaire pour convalescents militaires (HACM). En février 1917, l’explosion de l’usine de munition Loyer située près de la gare de Massy - Palaiseau déclencha un petit cataclysme dans toute la vallée.
L'Entre-deux-guerres
En 1922, la ville poursuivit son essor avec l’ouverture des établissements Despreux Frères, qui devinrent plus tard la Société de fabrication d’instruments de mesures (SFIM).
En 1932 ouvrit un hôpital-hospice. En 1937, à la gendarmerie s’ajouta un commissariat de police.
La Seconde Guerre mondiale
La guerre toucha une nouvelle fois Palaiseau, occupée par les Allemands qui établirent une Kommandantur et stationnèrent deux bataillons de la Wehrmacht et la SS au château de Villebon-sur-Yvette.
Elle ne fut libérée que le 24 août 1944 par la Division Leclerc. En parallèle se tenaient à Palaiseau les réunions du Comité militaire national (CMN) du mouvement de résistance des Francs-tireurs et partisans.
Après-guerre, Trente glorieuses et XXIe siècle
Depuis, Palaiseau qui a longtemps fait partie de la « banlieue rouge » de Paris a poursuivi son essor pour devenir le pôle principal du Nord-Ouest essonnien.
En 1948, sa caserne de pompiers est classée Centre principal de secours contre l’incendie
La ville est promue en 1962 sous-préfecture du département de Seine-et-Oise, puis en 1968 du département de l'Essonne.
En 1976, l’École polytechnique s’installa sur le territoire de la commune. Les quartiers du Pileu, des Garennes furent lotis, des grands ensembles furent construits et des équipements collectifs ajoutés pour répondre aux nouveaux besoins des Palaisiens.

## Politique et administration

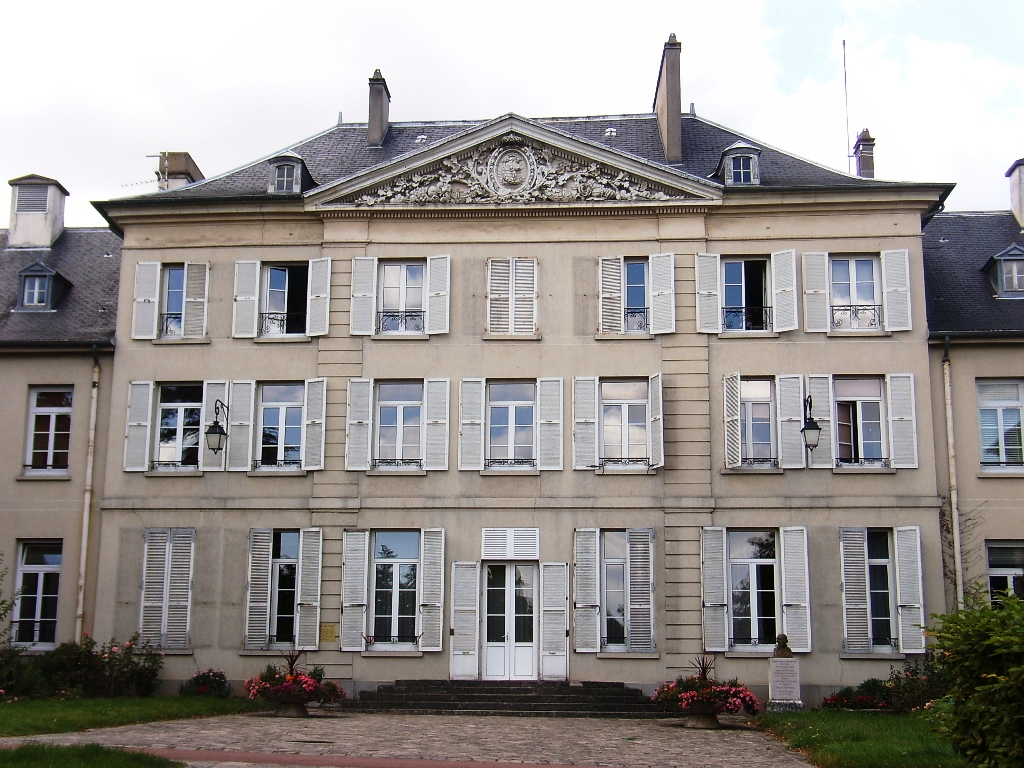
L’hôtel de ville, façade sud, ancienne demeure de François Denis Tronchet (XVIIIe siècle).

### Rattachements administratifs et électoraux
Antérieurement à la loi du 10 juillet 1964, la commune faisait partie du département de Seine-et-Oise. La réorganisation de la région parisienne en 1964 fit que la commune appartient désormais au département de l'Essonne et est le chef-lieu de son arrondissement de Palaiseau, après un transfert administratif effectif au 1er janvier 1968.
Pour l'élection des députés, elle fait partie depuis 2010 de la sixième circonscription de l'Essonne.
Elle était le chef-lieu du canton de Palaiseau, créé en 1793. Dans le cadre du redécoupage cantonal de 2014 en France, ce canton, dont la commune est désormais le bureau centralisateur, est modifié, passant de 2 à 3 communes.

### Intercommunalité
La commune était membre de la communauté d'agglomération du Plateau de Saclay, créée en 2002.
Conformément aux prescriptions de la Loi de modernisation de l'action publique territoriale et d'affirmation des métropoles (loi MAPTAM) du 27 janvier 2014, le Schéma régional de coopération intercommunale a prévu la fusion de :
- la communauté d'agglomération du Plateau de Saclay ;
- et la communauté d'agglomération Europ'Essonne.

C'est ainsi qu'a été créé le 1er janvier 2016 la Communauté d'agglomération Paris-Saclay, dont est désormais membre la commune.
Elle est également membre des syndicats de communes et syndicats mixtes suivants, en 2018 :
- Syndicat des eaux d’Île-de-France (SEDIF) ;
- Syndicat intercommunal pour l'enfance inadaptée (SIEI) ;
- Syndicat intercommunal de l'Orme à Moineaux des ULIS (SICOMU) ;
- Sivic (syndicat intercommunal pour le développement d’un réseau câblé de vidéocommunication) ;
- SIAHVY pour l’aménagement de la vallée de l’Yvette ;
- Siavb pour l’assainissement de la vallée de la Bièvre.

### Tendances et résultats électoraux
Ancienne commune de la banlieue rouge de Paris, Palaiseau a eu trois maires appartenant au PCF ou apparenté : Eugène Deloges qui effectua deux mandats, Robert Vizet qui effectua deux mandats, puis Jean Pacilly qui en effectua trois. Malgré l'élection d'un maire RPR en 1995 — Jacques Allain —, Palaiseau vote à deux reprises pour le socialiste François Lamy, élu de 2001 à 2014. Parallèlement les Palaisiens votent pour les candidats socialistes à chaque élection (à l’exception notable des européennes de 2009, où la ville, suivant la tendance en Île-de-France, vote massivement en faveur d’Europe Écologie, et des municipales de 2014 qui voient la ville basculer à droite avec Grégoire de Lasteyrie, une première depuis 2001). La liste menée par Grégoire de Lasteyrie est arrivée en mars 2020 en premier tour avec un score de 51,5% contre quatre listes concurrentes, le conseil d'installation a lieu en mai 2020 après le confinement lié au Covid-19.
Ainsi, chaque élection depuis le début du XXIe siècle a vu des victoires plus ou moins larges des candidats de gauche, des modestes 51,31 % remportés par Jean-Paul Huchon (PS) lors des élections régionales en 2004, aux 58,93 % obtenus par la candidate Claire Robillard (PS) au cours de l’élection cantonale en 2008 (contre 56,45 % sur l’ensemble du canton), alors que le maire sortant François Lamy (PS) l’emportait avec 51,82 % des suffrages, score cependant inférieur à celui qu’il avait obtenu en 2007 lors de l’élection législative (54,81 %), résultat déjà supérieur aux 52,64 % sur le reste de la circonscription.
La tendance à voter à gauche fut très marquée aussi lors du scrutin présidentiel en 2007, les électeurs plaçant Ségolène Royal (PS) en tête aux deux tours (31,24 % et 54,39 %), à l’encontre de la tendance départementale (27,28 % et 47,92 %) ou de la région (27,89 % et 47,51 %). Les électeurs palaisiens sont en outre des « européistes » convaincus, approuvant à 56,81 % le traité de Rome de 2004 et à 59,89 % le traité de Maastricht.
En 2009, la commune accueille les locaux de diverses organisations politiques : le Parti de gauche, le Parti communiste, le Parti socialiste, Attac, Europe Écologie Les Verts, le MoDem et les Républicains.

#### Tendances électorales depuis 2000
Les résultats du vainqueur de chaque élection dans la ville sont comparées aux tendances nationales (la différence en points de pourcentage est indiquée entre parenthèses).

##### Élections présidentielles
Résultats des deuxièmes tours
- Élection présidentielle de 2002 : 89,23% (+7,02) pour Jacques Chirac (RPR), 10,77% pour Jean-Marie Le Pen (FN), 82,14% de participation[52].
- Élection présidentielle de 2007 : 54,39% (+7,45) pour Ségolène Royal (PS), 45,61% pour Nicolas Sarkozy (UMP), 87,09% de participation[53].
- Élection présidentielle de 2012 : 59,86% (+8,22) pour François Hollande (PS), 40,14% pour Nicolas Sarkozy (UMP), 82,06% de participation[54].
- Élection présidentielle de 2017 : 83,30% (+17,2) pour Emmanuel Macron (EM), 16,70% pour Marine Le Pen (FN), 77,57% de participation[55].
- Élection présidentielle de 2022 : 77,67% pour Emmanuel Macron (RE), 22,33% pour Marine Le Pen (RN), 73,94% de participation[56].

##### Élections législatives
Résultats des deuxièmes tours
- Élections législatives de 2002 : 55,09% (+9,09) pour François Lamy (PS), 44,91% pour Véronique Carantois (UMP), 66,19% de participation[57].
- Élections législatives de 2007 : 54,81% (+5,73) pour François Lamy (PS), 45,19% pour Véronique Carantois (UMP), 65,90% de participation[58].
- Élections législatives de 2012 : 60,49% (+10,56) pour François Lamy (PS), 39,51% pour Grégoire de Lasteyrie (UMP), 58,66% de participation[59].
- Élections législatives de 2017 : 65,21% (+16,09) pour Amélie de Montchalin (REM), 34,79% pour Françoise Couasse (UDI), 45,27% de participation[60].
- Élections législatives de 2022 : 53,36% pour Jérôme Guedj (NUP), 46,64% pour Amélie de Montchalin (ENS), 50,15% de participation[61].
- Élections législatives de 2024 : 79,16% pour Jérôme Guedj (PS), 20,84% pour Natacha Goupy (RN), 68,68% de participation[62].

##### Élections européennes
Résultats des deux meilleurs scores
- Élections européennes de 2004 : 31,24% (+2,34) pour Harlem Désir (PS), 14,00% pour Patrick Gaubert (UMP), 51,39% de participation[63].
- Élections européennes de 2009 : 26,41% (+10,13) pour Daniel Cohn-Bendit (Europe Écologie), 23,16% pour Michel Barnier (UMP), 48,45% de participation[64].
- Élections européennes de 2014 : 18,07% (-2,74) pour Alain Lamassoure (UMP), 17,50% pour Pervenche Berès (PS), 49,72% de participation[65].
- Élections européennes de 2019 : 26,91% (+4,50) pour Nathalie Loiseau (LREM), 21,48% pour Yannick Jadot (EÉLV), 55,73% de participation[66]
- Élections européennes de 2024 : 22,30% pour Raphaël Glucksmann (PS), 15,87% pour Valérie Hayer (RE), 57,56% de participation[67]

##### Élections régionales
Résultats des deux meilleurs scores
- Élections régionales de 2004 : 51,31% (+1,39) pour Jean-Paul Huchon (PS), 37,78% pour Jean-François Copé (UMP), 66,64% de participation[68].
- Élections régionales de 2010 : 64,55% (+10,50) pour Jean-Paul Huchon (PS), 35,45% pour Valérie Pécresse (UMP), 53,19% de participation[69].
- Élections régionales de 2015 : 50,81% (+18,60) pour Claude Bartolone (PS), 39,43% pour Valérie Pécresse (LR), 57,93% de participation[70].
- Élections régionales de 2021 : 42,76% pour Julien Bayou (Union de la gauche), 41,41% pour Valérie Pécresse (Union de la droite), 39,82% de participation[71].

##### Élections cantonales et départementales
Résultats des deuxièmes tours
- Élections cantonales de 2001 : 100% (sans opposition) pour Catherine Lombard (PS), 37,97% de participation[72].
- Élections cantonales de 2008 : 58,93% (+8,70) pour Claire Robillard (PS), 41,07% pour Bernard Vidal (UMP), 57,66 % de participation[73].
- Élections départementales de 2015 : 51,82% (+19,70) pour Anne Launay (EELV) et David Ros (PS), 48,18% pour Marie-Christine Graveleau (UMP) et Francisque Vigouroux (UDI), 48,26% de participation[74].
- Élections départementales de 2021 : 50,91% pour Anne Launay (EELV) et David Ros (PS), 49,09% pour Marie-Christine Graveleau (UMP) et Francisque Vigouroux (MR), 39,61% de participation[75].

##### Référendums
- Référendum de 2000 relatif au quinquennat présidentiel : 76,23% (+3,02) pour le Oui, 23,77% pour le Non, 34,13% de participation[76].
- Référendum de 2005 relatif au traité établissant une Constitution pour l’Europe : 56,81% (+11,48) pour le Oui, 43,19% pour le Non, 74,81% de participation[77].

### Budget et fiscalité

#### Budget
En 2017, la commune disposait d’un budget de 58 833 000 € dont 44 390 000 € en fonctionnement, financés pour 51,27 % par les impôts locaux et 14 443 000 € en investissement. La dette communale s’élevait la même année à 30 847 000 €. Les taux d’imposition en 2017 s’élèvent à 21,48 % pour la taxe d'habitation, 17,72 % et 62,44 % pour la taxe foncière sur le bâti et le non-bâti et à 23,47 % pour la cotisation foncière des entreprises et 6,16 % pour la taxe d'enlèvement des ordures ménagères, perçues par la Communauté d'agglomération Paris-Saclay.

#### Taxe d'habitation
En 2017 et depuis 2003 le taux de la taxe d'habitation à Palaiseau est de 21,48%. Soit un taux de taxe d'habitation 7,12% plus élevé qu'à Massy ou 3,91% de plus qu'à Orsay en 2014.

#### Taxe foncière
En 2017 et depuis 2003 le taux de la taxe foncière sur le bâti est de 17,72% et de 62,42% sur le non-bâti.

#### Impôt sur la fortune
En 2012 Palaiseau comptait 182 redevables de l'impôt de solidarité sur la fortune (ISF) avec un patrimoine moyen de 3 848 790 €. Cette même année la ville est 2e en France des villes de plus de 20 000 habitants en ISF moyen acquitté le plus élevé avec un montant de 39 973 €. Cette année-là, le gouvernement instaure une contribution exceptionnelle qui touche particulièrement les grands patrimoines et rend le montant total d'imposition d'ISF beaucoup plus élevé que d'autres années.
En 2015 le nombre assujettis à l'ISF est de 225 foyers avec un patrimoine moyen de 3 653 336 € ce qui la place 8e des villes françaises au patrimoine moyen le plus élevé et un montant moyen d'ISF aqcuitté de 11 616 €.
En 2016 le nombre assujettis à l'ISF augmente à 245 foyers avec un patrimoine moyen de 3 512 127 € et un montant moyen d'ISF aqcuitté de 11 321 €.
En 2020 le nombre assujettis à l’IFI est de 51 foyers et le montant moyen d’IFI acquitté de 14 644 €. La ville se classe ainsi 8e ville de France pour l’IFI moyen acquitté.

### Politique de développement durable
À Palaiseau, deux sites sont référencés en 2008 au registre français des émissions polluantes, l’École polytechnique en partie pour ses prélèvements importants d’eau et les ateliers de maintenance RATP pour leurs émissions potentielles de polluants

### Distinctions et labels
En 2008, la commune a reçu le label « Ville Internet @@@@ », le label @@@ en 2007, 2006 et 2012, et le label « Ville active & sportive » en 2018.
La commune a obtenu sa première fleur au concours des villes et villages fleuris en 2008 et une seconde en 2011. Elle est engagée vers le zéro phyto. À ce titre, elle bénéficie du label Phyt'Eaux Cités.
Un palmarès du journal Le Parisien en 2018, classe Palaiseau troisième ville d'Essonne où il fait bon être parent.

### Jumelages
| Unna Palaiseau |

Palaiseau a développé des associations de jumelage avec :
- Unna (Allemagne) depuis le 11 octobre 1969, située à 500 kilomètres[114].

Elle a en outre conclu un accord de coopération avec la commune de Gressier en Haïti en vue de l’aide à la formation des élus.

## Population et société

### Démographie

#### Évolution démographique
L'évolution du nombre d'habitants est connue à travers les recensements de la population effectués dans la commune depuis 1793. Pour les communes de plus de 10 000 habitants les recensements ont lieu chaque année à la suite d'une enquête par sondage auprès d'un échantillon d'adresses représentant 8 % de leurs logements, contrairement aux autres communes qui ont un recensement réel tous les cinq ans,.

En 2022, la commune comptait 36 067 habitants, en évolution de +5,71 % par rapport à 2016 (Essonne : +2,89 %, France hors Mayotte : +2,11 %).
| 1793  | 1800  | 1806  | 1821  | 1831  | 1836  | 1841  | 1846  | 1851  |
| ----- | ----- | ----- | ----- | ----- | ----- | ----- | ----- | ----- |
| 1 639 | 1 599 | 1 740 | 1 634 | 1 633 | 1 675 | 1 716 | 1 761 | 1 846 |

| 1856  | 1861  | 1866  | 1872  | 1876  | 1881  | 1886  | 1891  | 1896  |
| ----- | ----- | ----- | ----- | ----- | ----- | ----- | ----- | ----- |
| 1 919 | 1 912 | 2 029 | 1 949 | 2 464 | 2 409 | 2 627 | 2 701 | 2 661 |

| 1901  | 1906  | 1911  | 1921  | 1926  | 1931  | 1936  | 1946  | 1954   |
| ----- | ----- | ----- | ----- | ----- | ----- | ----- | ----- | ------ |
| 2 808 | 3 024 | 3 450 | 4 555 | 5 962 | 7 264 | 7 878 | 8 029 | 10 118 |

| 1962   | 1968   | 1975   | 1982   | 1990   | 1999   | 2006   | 2011   | 2016   |
| ------ | ------ | ------ | ------ | ------ | ------ | ------ | ------ | ------ |
| 16 326 | 23 343 | 28 716 | 28 369 | 28 395 | 28 965 | 30 339 | 30 316 | 34 120 |

| 2021   | 2022   | - | - | - | - | - | - | - |
| ------ | ------ | - | - | - | - | - | - | - |
| 34 893 | 36 067 | - | - | - | - | - | - | - |

Jusqu’à la moitié du XIXe siècle, la population est restée relativement stable. L’arrivée du chemin de fer venant de Paris permit l’installation de Parisiens cherchant un cadre bucolique.
La Guerre franco-allemande de 1870 fit perdre cent personnes à la commune. Les conflits suivants, Première Guerre mondiale, Seconde Guerre mondiale et guerre d'Algérie firent eux cent soixante-sept victimes palaisiennes.
Après guerre, la population de Palaiseau a considérablement augmenté avec la construction de nombreuses cités-jardins, pour accueillir les rapatriés d’Algérie et les Parisiens qui ne disposaient pas de logements salubres.
Entre 1946 et 1975, la population a été multipliée par trois. Ensuite, la population a relativement stagné sous les trente mille habitants mais a légèrement dépassé ce palier à partir du recensement de 2006. De futurs projets immobiliers sur le plateau de Saclay devraient accroître le nombre de résidents[réf. nécessaire].
En 1999, 6,1 % des Palaisiens étaient étrangers, 12,5 % des foyers étaient composés de familles monoparentales. Parmi la population d’origine étrangère, 2,2 % sont originaires du Portugal, 0,5 % d’Algérie, 0,4 % du Maroc, 0,3 % de Tunisie et d’Italie et 0,2 % d’Espagne.[Passage à actualiser]

#### Pyramide des âges
La population de la commune est relativement jeune.
En 2018, le taux de personnes d'un âge inférieur à 30 ans s'élève à 43,4 %, soit au-dessus de la moyenne départementale (39,9 %). À l'inverse, le taux de personnes d'âge supérieur à 60 ans est de 19,2 % la même année, alors qu'il est de 20,1 % au niveau départemental.
En 2018, la commune comptait 17 963 hommes pour 17 627 femmes, soit un taux de 50,47 % d'hommes, légèrement supérieur au taux départemental (48,98 %).
Les pyramides des âges de la commune et du département s'établissent comme suit.
| Hommes | Classe d’âge | Femmes |
| ------ | ------------ | ------ |
| 0,4    | 90 ou +      | 1,0    |
| 4,9    | 75-89 ans    | 7,1    |
| 11,4   | 60-74 ans    | 13,7   |
| 17,1   | 45-59 ans    | 18,8   |
| 19,2   | 30-44 ans    | 19,6   |
| 29,8   | 15-29 ans    | 22,6   |
| 17,2   | 0-14 ans     | 17,3   |

| Hommes | Classe d’âge | Femmes |
| ------ | ------------ | ------ |
| 0,5    | 90 ou +      | 1,4    |
| 5,4    | 75-89 ans    | 7,2    |
| 12,9   | 60-74 ans    | 13,9   |
| 20     | 45-59 ans    | 19,4   |
| 19,9   | 30-44 ans    | 20,1   |
| 20     | 15-29 ans    | 18,2   |
| 21,3   | 0-14 ans     | 19,8   |

### Enseignement
La commune est rattachée à l’académie de Versailles.
Elle dispose de nombreux établissements scolaires publics, les cinq écoles maternelles Joseph-Bara, Louise-Michel, Docteur-Morère, Épine-Montain, Jean-Moulin ; les quatre écoles élémentaires Roger-Ferdinand, Docteur-Morère, Eugène-Deloges, Jules-Ferry ; les six écoles primaires Joliot-Curie, Paul-Langevin, Jean-Macé, Étienne-Tailhan, Édouard-Vaillant, Henri-Wallon ; les trois collèges César-Franck, Charles-Péguy, Joseph-Bara et les trois lycées, général Camille-Claudel, professionnel et général Henri-Poincaré et le Lycée International de Palaiseau Paris Saclay (LIPPS) ouvert en septembre 2021. S’y ajoute l'Institution Saint-Martin,, établissement privé catholique sous contrat regroupant depuis 2013 les anciens école, collège et lycée Sainte-Jeanne-d’Arc et lycée Saint-Eugène.
Deux établissements spécialisés sont installés sur le territoire de la commune, l’Institut médico-professionnel Roger-Lecherbonnier, pour les adolescents atteints de déficiences intellectuelles ; un centre d’aide par le travail.
La commune dispose d’un centre de vacances pour les colonies municipales à Bazolles dans la Nièvre, acheté dans les années 1970, de quatorze centres de loisirs accueillant les enfants pendant les vacances scolaires et onze associations encadrant la jeunesse palaisienne, dont les Scouts et Guides de France.

#### Enseignement supérieur
L'École polytechnique s'installe sur le Plateau de Saclay à Palaiseau au sein du Campus de l'École polytechnique en 1976,.
L'Institut d'optique Graduate School s'implante à proximité de l'École polytechnique en 2006.
L'École nationale supérieure de techniques avancées (ENSTA) rejoint le campus de l'École polytechnique en 2012.
L'École nationale de la statistique et de l'administration économique (ENSAE) rejoint le campus de l'École polytechnique en 2017.
L'Institut Mines-Télécom rejoint le campus de l'École polytechnique en 2019,.
L'école AgroParisTech s'implante à proximité de l'École polytechnique en 2022.

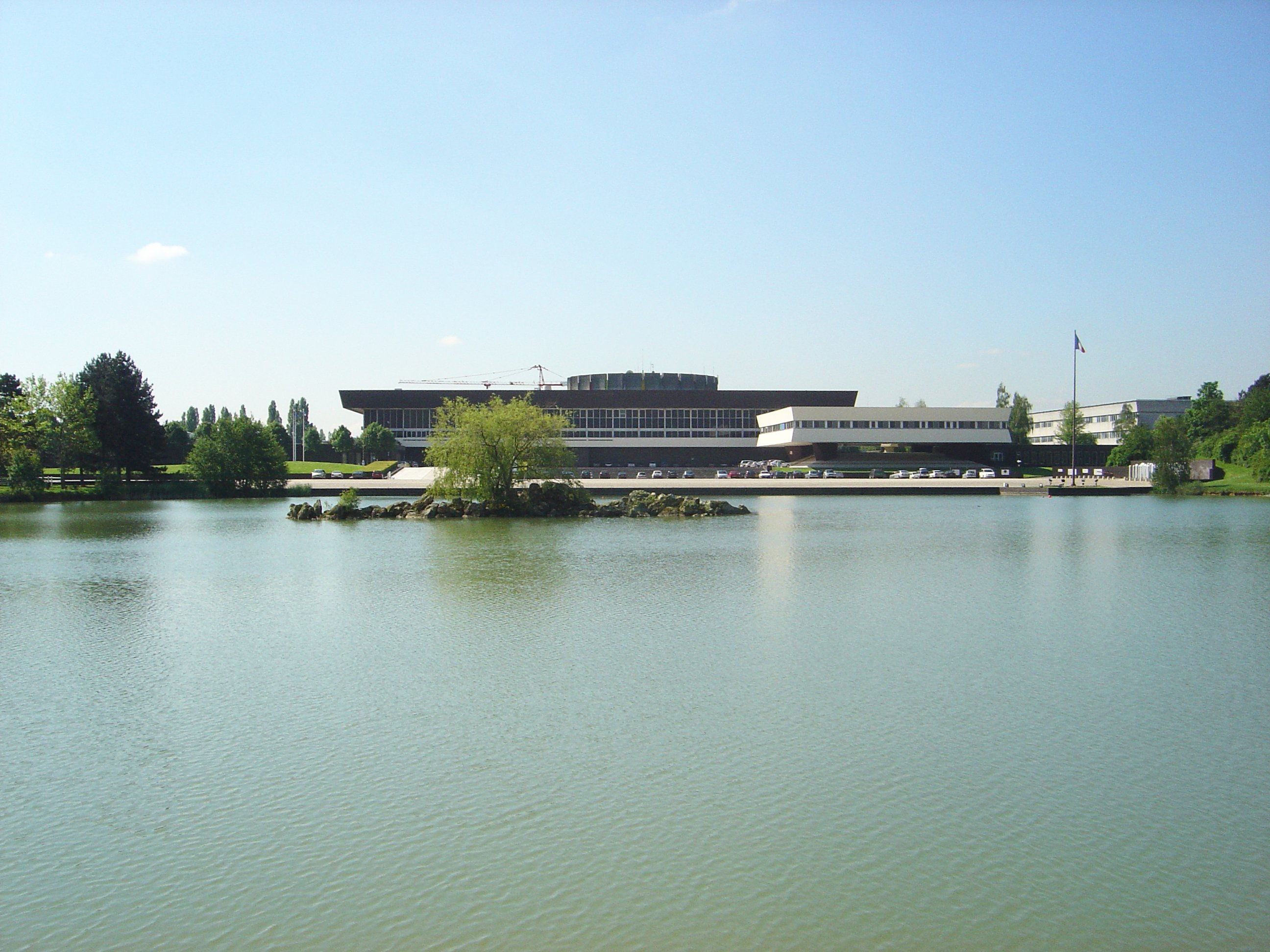
École polytechnique à Palaiseau (Essonne).
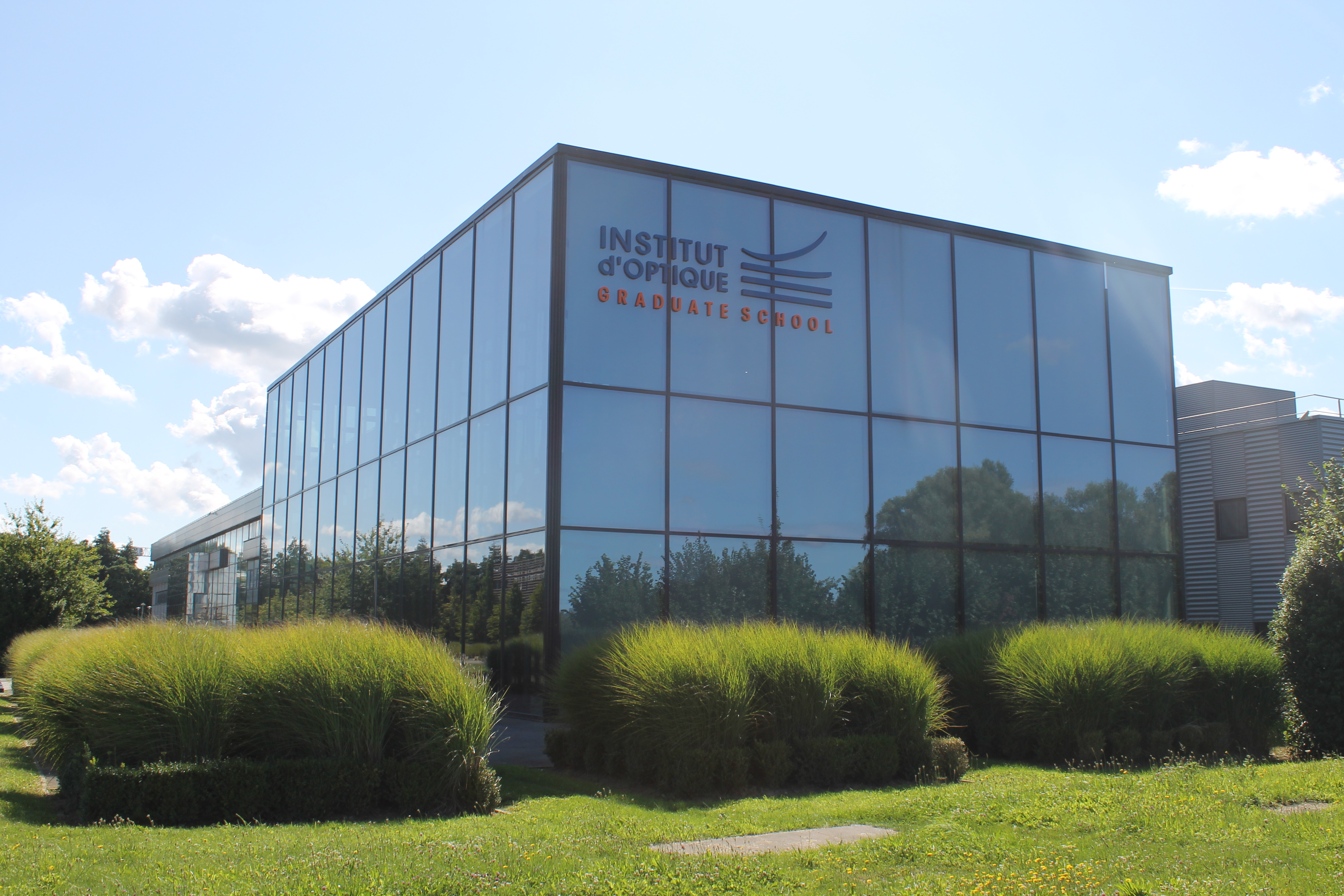
Institut d'optique Graduate School à Palaiseau (Essonne).
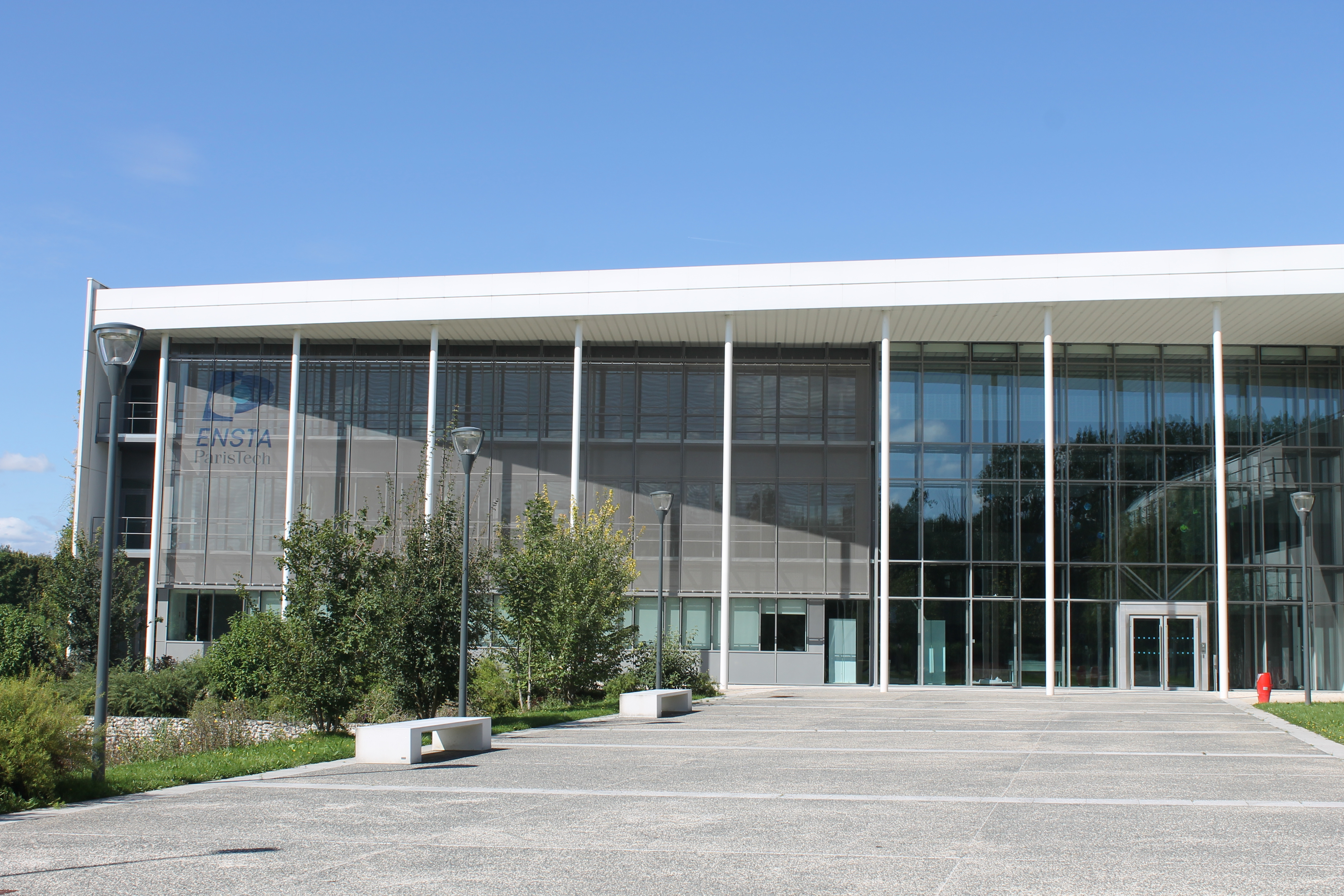
ENSTA ParisTech à Palaiseau (Essonne).
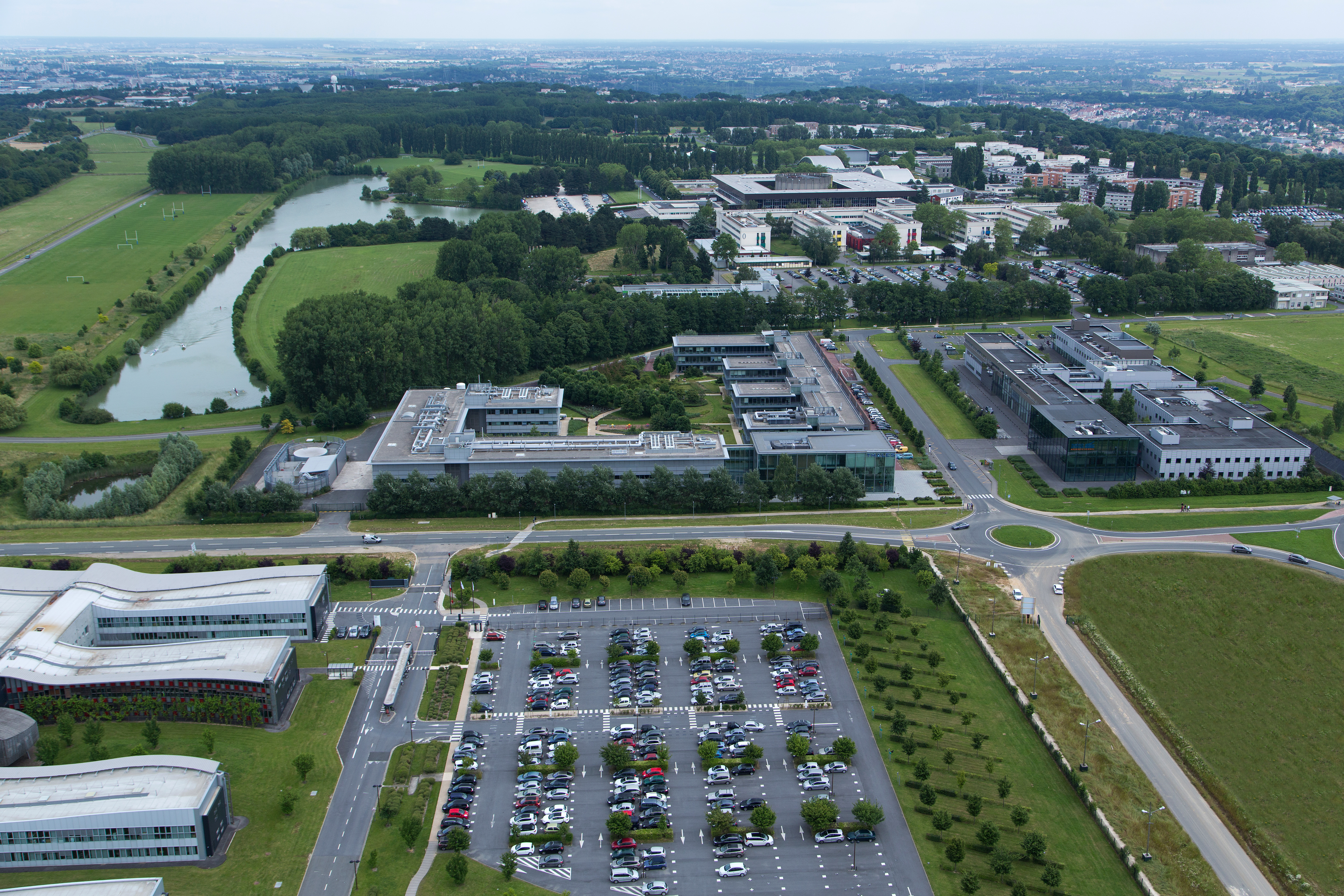
Campus de l'École polytechnique à Palaiseau (Essonne) en 2013.

### Petite enfance et crèches
De nombreux établissements publics ou privés accueillent les jeunes enfants jusqu'à 3 ans. Une crèche familiale regroupe 62 assistantes maternelles salariées de la commune. Une micro crèche a été ouverte en janvier 2018, Crèches de l'Yvette, dorénavant dénommé Crèche par Nature - Palaiseau Victor-Hugo, est située 10, rue Victor-Hugo et accueille douze enfants. Les parents sont les bienvenus dans la crèche lors des activités. La nouvelle crèche de Lozère a été inaugurée en 2017.
Une micro crèche appelée La Mesure a ouvert en 2019 au pieds de l'hôtel tulip'in gérée par le groupe Créches de l'Yvette dorénavant dénommé Crèche par Nature.
Un établissement de ce même groupe a été ouvert en 2022 au 4 rue Tronchet derrière la mairie.

### Sports
Palaiseau s’est doté d’une charte depuis 1945, révisée en 1978 et 2004, régissant les relations entre la ville et les associations et entre les clubs eux-mêmes au-delà du code du sport[réf. nécessaire]. Elle dispose aussi d’un service des sports et d’une école des sports, pour l’initiation des enfants scolarisés en école élémentaire. En 2022, la commune recense 24 associations sportives sur son territoire,.
Lors de la saison 2006-2007, l’équipe de football de l’USP Palaiseau est parvenue en 32e de finale de la Coupe de France. La section handball a reçu le Label Or pour la qualité de son école et le Sifflet d’Or pour son école d’arbitrage lors de la saison 2007-2008. Les seniors féminines de l’USP handball évolueront en championnat de France national 3 lors de la saison 2008-2009. Lors de la saison 2009-2010, les équipes féminines (senior, moins de 18 et moins de 14 ans) ont gagné la coupe de l’Essonne, l'équipe masculines des moins de 18 ans a gagné le challenge départemental et l’école d’arbitrage a remporté le « sifflet d’or ».
La ville accueille sur son territoire un piscine intercommunale située sur le plateau. Une autre piscine non couverte est située près du stade Georges-Collet, mais n'est plus exploitée.
Enfin, la commune dispose de nombreux  équipements sportifs : le stade Georges-Collet et espace David-Douillet : football, athlétisme, pétanque, arts martiaux, gymnastique ; le stade des Rieux (football) ; le « City Stade » des Hautes Garennes ; le terrain Jean-Maizonnobe (rugby) ; le terrain du Pileu ; le terrain Gallieni (football, basket-ball) ; l’espace Christian-Cabrol ; le gymnase Georges-Castaing ; le gymnase Jesse-Owens pour la pratique du handball ; le gymnase Joliot-Curie ; le gymnase Joseph-Bara (tennis de table) ; le gymnase René-Isnard ; la piscine d’été municipale, ouverte de mai à septembre ; la salle de tir à l'arc ; une salle de tir ; la salle de boxe rue Louise et un skatepark[réf. nécessaire].
La commune a été ville-étape du Tour de France 1996 et sur le passage de différents autres tours.

### Culture
La commune est dotée d’un service de développement culturel chargé de la programmation des manifestations et de la sensibilisation des plus jeunes à la culture.
Le Ferry est un lieu de vie culturel situé sur l’avenue Stalingrad à Palaiseau. Destiné entre autres à la création et à la diffusion de projets culturels, il propose à différents publics de Palaiseau et alentour un espace de création et de rencontre.
On peut également admirer les collections du musée du Hurepoix ouvert en 1991.
En matière d’infrastructure, la ville dispose de : la médiathèque George-Sand et trois bibliothèques à Lozère, le Pileu et les Hautes Garennes, une École de musique et de danse, une MJC à l'espace Robert Vizet dont le bâtiment a été rénové fin 2016, de trois théâtres, les Trois Vallées, la Mare au Diable et le théâtre de la Passerelle terminé fin 2016, un cinéma, anciennement, les Quatre Champs, rénové à partir 2003 et rouvert le 10 décembre 2009 sous le nom Cinépal, accessible aux personnes handicapées et malentendantes ; neuf salles municipales, la principale, l'espace Salvador-Allende (comportant notamment la salle Guy-Vinet), pouvant contenir jusqu'à 600 personnes, le foyer Drouillette (200 personnes), le centre social Les Hautes Garennes (115 personnes), la maison du quartier Gérard-Philipe (100 personnes), la salle des Champs-Frétauts (60 personnes), la maison du quartier Audiberti (50 personnes), la salle Marceau (50 personnes), la salle Voltaire (50 personnes) et la salle de la rue Louise (40 personnes) ainsi qu'une autre maison du quartier : Jacques-Brel ; trois espaces publics numériques.
La commune accueille en sus cinquante et une[Quand ?] associations à but culturel[réf. nécessaire].

### Santé
La commune ne dispose pas de clinique ou d’hôpital mais elle bénéficie en 2013 d’un réseau de santé riche : soixante-quatre médecins dans la plupart des spécialités, dix pharmacies, un centre de prévention hygiène et santé et des centres de consultation médico-psychologique et médico-psycho-pédagogique, une maison de retraite. Un centre de planification familiale et un centre de protection maternelle et infantile sont implantés dans la commune.
La commune dispose d’antennes de la Croix-Rouge, d’Emmaüs, Les Restos du Cœur, du Secours catholique, du Secours populaire, d’ATD Quart Monde, d’Amnesty International[réf. nécessaire].

### Sécurité
En 2009, la ville dispose d'une gendarmerie, un commissariat de police, une police municipale, un centre de secours et incendie. L’ancien hôtel de Police accueille depuis le 10 octobre 2005 un Centre de rétention administrative.
En 2016 le conseil local de sécurité et de prévention (CLSPD) est créé pour rassembler tous les acteurs de la sécurité : maire, police, gendarmerie, pompiers, justice, bailleurs, Département, acteurs sociaux,.

### Autres services publics
La qualité de sous-préfecture permet à Palaiseau de concentrer les représentations de services publics. Elle dispose en 2009 d’un tribunal d’instance, d’une agence locale de l’assurance maladie, une agence de la Caisse d’assurance vieillesse, une agence de la caisse d’allocations familiales, un centre du trésor public et deux centres des impôts, un centre du cadastre, une inspection départementale de l’Éducation nationale, un bureau central de la Poste, une à Lozère et l'école polytechnique, une agence du pôle emploi, une agence de la DDE, d’une agence de conservation des hypothèques, deux offices notariaux et neuf avocats rattachés au barreau d’Évry.
La commune est le siège du instance et rattachée aux tribunaux de grande instance et de commerce d’Évry et au conseil de prud’hommes de Longjumeau tous dépendant de la cour d'appel de Paris.
Une compagnie de gendarmerie territoriale y est présente pilotant les brigades territoriales du nord du département, tout comme un commissariat de police.

### Manifestations culturelles et festivités
Plusieurs manifestations émaillent la vie de la commune :
- en février la Fête des écoles, en mai les Zicalizes[169], festival de musique jamaïcaine, en juin la fête des quartiers ;
- les Guinguettes de l'Yvette, le premier week-end de juin, en association avec Villebon-sur-Yvette ;
- la fête de la ville et la fête du sport, le dernier week-end de juin ;
- le festival Aoutside organisé de 2009 à 2016 par l'Opération Maxi Puissance (OMP) le dernier week-end d'août ;
- des concerts, des spectacles, le bal et le feu d’artifice du 14-Juillet ;
- en septembre, le premier samedi de septembre se tient le village des associations, le troisième week-end de septembre se déroulent les journées du patrimoine, le dernier week-end de septembre a lieu le vide-grenier du Bout Galeux conjointement avec le Festival montagne et musique ;
- le Téléthon est chaque année organisé en décembre ;
- les salons des peintres et sculpteurs de Palaiseau en juin et décembre.

La commune s'associe à la Fête de la Science en association avec les grandes écoles présentes sur son territoire, et au Printemps de l'Environnement, au Mois du film documentaire, au Festival international du film scientifique chaque année, en novembre, depuis sa création en 1985, en collaboration avec l’École polytechnique.
Un salon du Livre relativement important s'y est longtemps tenu.

### Lieux de culte
La paroisse catholique de Palaiseau, avec les églises Saint-Martin, Saint-Michel à Palaiseau, Notre-Dame-de-la-Nativité à Lozère et la chapelle Sainte-Geneviève est confiée à la communauté de l'Emmanuel par l’évêque d’Évry et dépend du doyenné de Palaiseau.
Palaiseau accueille aussi une église protestante évangélique depuis 1930, un temple de l’Église réformée de la Vallée de Chevreuse et le centre Heruka, centre de prières et méditation bouddhiste tibétain.

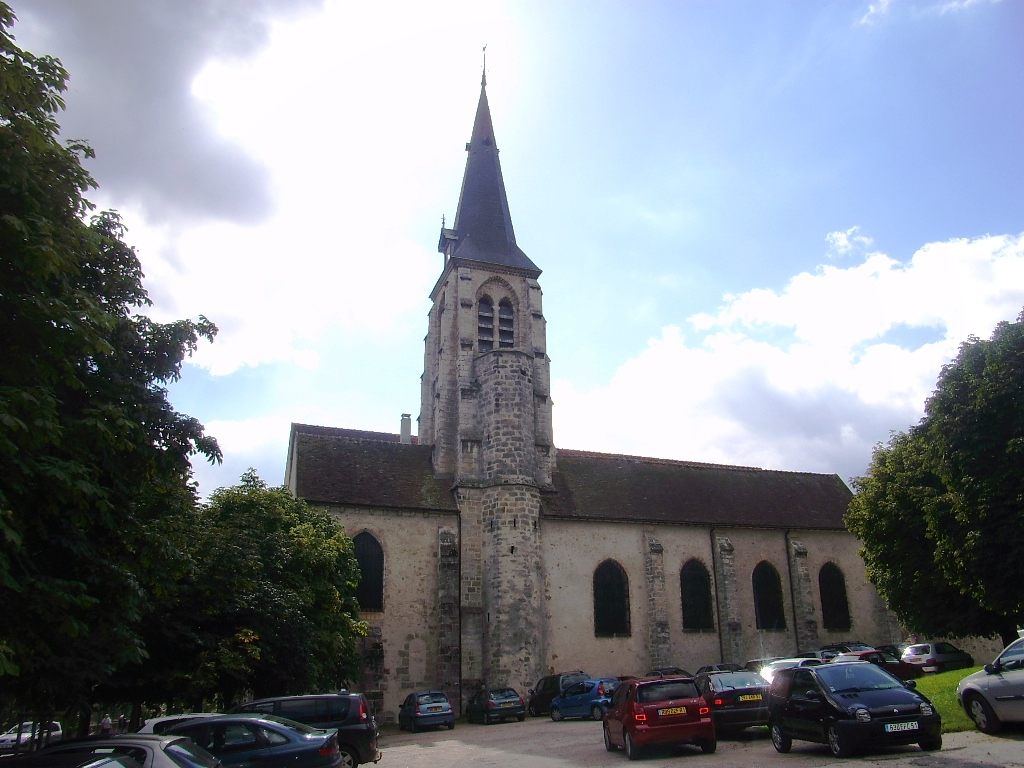
L’église Saint-Martin (XIIe siècle).
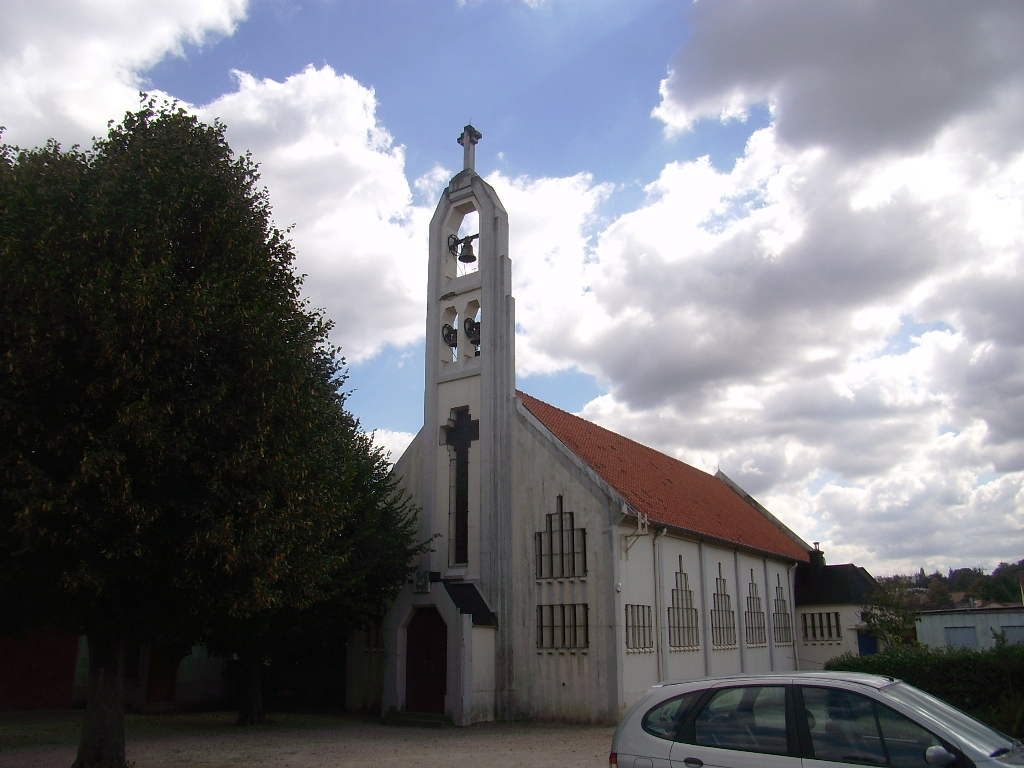
L’église Saint-Michel.
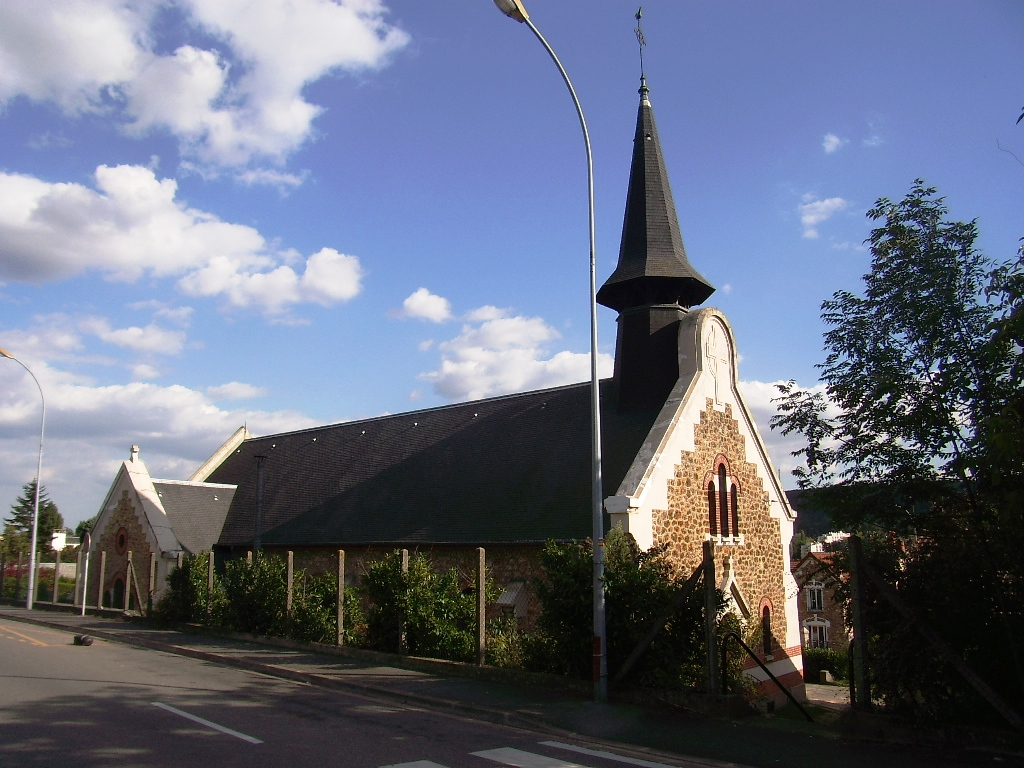
L’église Notre-Dame-de-la-Nativité de Lozère.
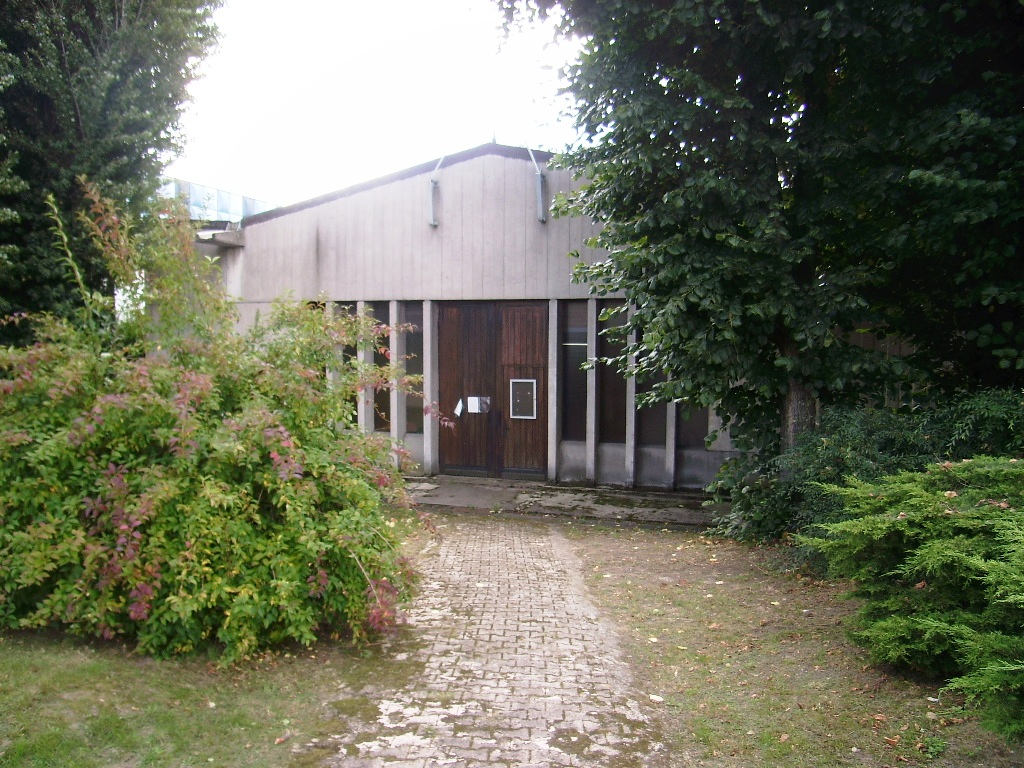
La chapelle Sainte-Geneviève par Xavier Arsène-Henry.
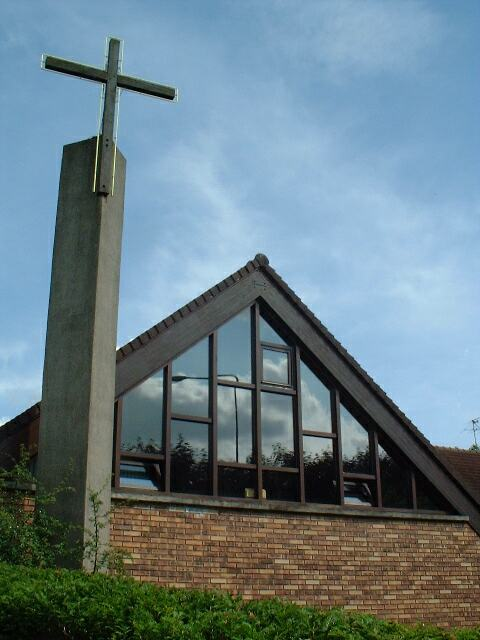
L'église protestante évangélique de Palaiseau.

### Médias
L'hebdomadaire Le Républicain diffuse une édition pour le Nord-Essonne qui traite en partie des informations du secteur. La chaîne de télévision régionale Télif, qui a repris les programmes de Téléssonne, diffusa jusqu'à la fermeture de la chaîne en 2014 des informations locales sur le réseau câblé, satellite et ADSL. S’ajoute la chaîne France 3 Paris Île-de-France Centre disponible dans tout le Bassin parisien.
En octobre 2012, France Télécom-Orange et le gouvernement annoncent qu’ils vont lancer une expérimentation : la ville devient alors la première de France à être coupée de l'ADSL et entièrement équipée en fibre optique.

## Économie

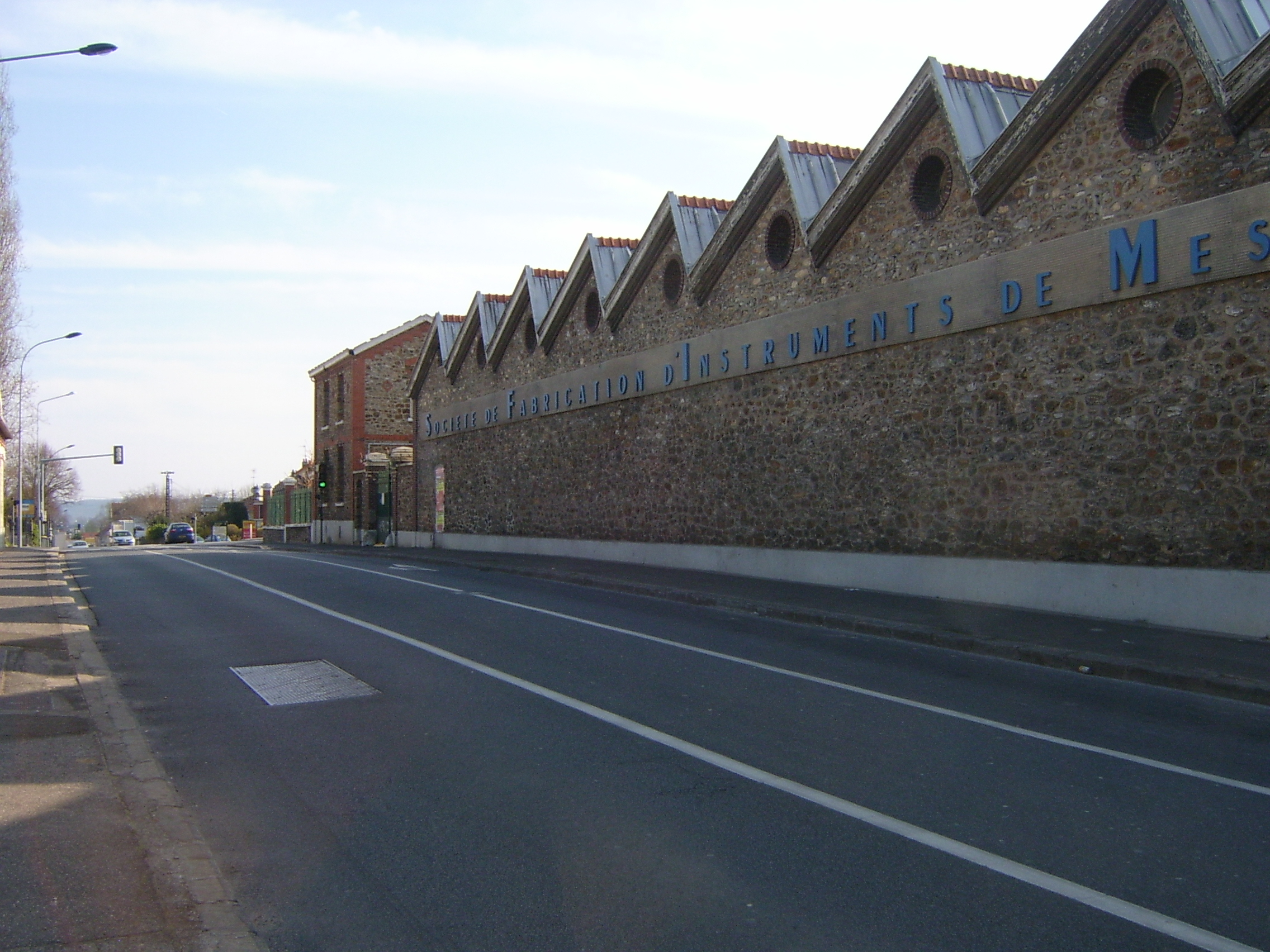
L’usine en pierre meulière de la Société de fabrication d’instruments de mesure (SFIM) en 2006 qui est détruite aujourd’hui.

L’Insee rattache la commune de Palaiseau au bassin d'emploi de Boulogne-Billancourt qui rassemblait vingt-huit communes et 820 003 habitants en 1999, les Palaisiens comptant pour 3,53 % du total.
La gare de Massy - Palaiseau et ses emprises se trouve à cheval sur les territoires des communes de Massy et de Palaiseau.
La ville attire ainsi un nombre important d’entreprises sur les trois zones destinées à l’industrie, principalement les services aux entreprises : Les Glaises (vingt-six hectares), Émile-Baudot (onze hectares) et Gutenberg (quatre hectares). La ville a en plus mis en place une pépinière d'entreprises, le Centre d’Innovation Technologique de Palaiseau. Jusqu’en 2006, Palaiseau possédait une usine bâtie en pierre meulière : la SFIM qui était spécialisée dans la fabrication de matériel électronique. Reprise par la société Sagem, cette usine qui était devenue une friche insalubre a été démolie en 2007 pour laisser place à de nouvelles installations industrielles et résidentielles.
Implantée au cœur du cluster technologique de Paris-Saclay, la ville tente de mettre en place un pôle de recherche et développement en haute technologie dans le quartier Ouest de Polytechnique. S’y sont déjà implantés le groupe Danone et son centre de recherche et le groupe Thales pour compléter son centre de recherche d’Orsay. De plus, un centre de recherche dernière génération d'EDF est en construction depuis 2013 à proximité de l'École Polytechnique : l'EDF Lab Paris-Saclay.
La commune est aussi le siège du Centre national de supervision de l’opérateur Numericable qui gère l’ensemble des diffusions d’Île-de-France.
Palaiseau dans son centre-ville comporte la plus longue rue commerçante de l'Essonne, la rue de Paris qui mesure plus d'un kilomètre compte en 2019 plus de 300 commerces de proximité. Des marchés sont organisés les jeudi et dimanche, place de la Victoire en centre-ville, mercredi à Lozère et samedi au Pileu.
Un Rotary Club et un Lions Club agissent économiquement et socialement sur le territoire de Palaiseau. Une antenne de l’UFC-Que choisir est aussi présente sur le territoire de la commune, comme celle du syndicat CGT.

### Emplois, revenus, niveau de vie
En 1999, le taux de chômage s’établissait à 7,6 % et le revenu moyen par ménages à 22 712 euros par an. La ville souffre néanmoins d’une grande disparité de population, entre les résidents des quartiers défavorisés et les 239 redevables de l’ISF en 1999. Ainsi, seule 56,4 % de la population est propriétaire de son habitation, un appartement dans 61,3 % des cas.
Le revenu fiscal médian par ménage était en 2006 de 24 241 euros, ce qui plaçait Palaiseau au cinq cent soixante-deuxième rang parmi les 30 687 communes de plus de cinquante ménages en métropole et au cinquante-troisième rang départemental. En 2010, le revenu fiscal médian par ménage était de 40 206 €, plus élevé qu'à Paris où il était de 32 984 €.
| Répartition des emplois par catégorie socioprofessionnelle en 2006. |              |                                           |                                                   |                            |                          |                           |
|                                                                     | Agriculteurs | Artisans, commerçants, chefs d’entreprise | Cadres et professions intellectuelles supérieures | Professions intermédiaires | Employés                 | Ouvriers                  |
| Palaiseau                                                           | 0,1 %        | 3,0 %                                     | 34,0 %                                            | 26,9 %                     | 22,6 %                   | 13,4 %                    |
| Zone d’emploi de Boulogne-Billancourt                               | 0,0 %        | 3,9 %                                     | 34,9 %                                            | 26,9 %                     | 23,8 %                   | 10,4 %                    |
| Moyenne nationale                                                   | 2,2 %        | 6,0 %                                     | 15,4 %                                            | 24,6 %                     | 28,7 %                   | 23,2 %                    |
| Répartition des emplois par secteur d'activité en 2006.             |              |                                           |                                                   |                            |                          |                           |
|                                                                     | Agriculture  | Industrie                                 | Construction                                      | Commerce                   | Services aux entreprises | Services aux particuliers |
| Palaiseau                                                           | 0,2 %        | 9,4 %                                     | 3,5 %                                             | 12,3 %                     | 28,8 %                   | 4,7 %                     |
| Zone d’emploi de Boulogne-Billancourt                               | 0,2 %        | 11,7 %                                    | 3,9 %                                             | 10,7 %                     | 29,8 %                   | 9,7 %                     |
| Moyenne nationale                                                   | 3,5 %        | 15,2 %                                    | 6,4 %                                             | 13,3 %                     | 13,3 %                   | 7,6 %                     |
| Sources : Insee                                                     |              |                                           |                                                   |                            |                          |                           |

## Culture locale et patrimoine

### Patrimoine environnemental
Palaiseau est située à l'extrémité de la vallée de Chevreuse et à proximité de la vallée de la Bièvre. Relativement urbanisée, la commune possède encore de nombreux espaces verts, dont une forêt domaniale de plus ou moins cent-vingt hectares, les bois de Fourcherolle et du Pileu, et de nombreux parcs et squares : la promenade Leconte-de-Lisle, le parc de l’Hôtel-de-Ville, le parc George-Sand, le parc Henri-Poincaré, le parc des Prés, le parc Eugène-Chanlon, le parc Pierre-et-Marie-Curie, le parc Jean-Pierre-Chabrol, le square des Joncherettes, le square des Basses-Garennes, le square du Pileu, le square du Cèdre de Lozère, le square du Cottage, le square de la rue de Paris et le square des Champs-Frétauts.
Les berges de l'Yvette et les bois sur les coteaux ont été recensés au titre des espaces naturels sensibles par le conseil départemental de l'Essonne.
Au sein du parc Eugène-Chalon se situe la carrière de la Troche, offrant un intérêt géologique et paysager et classé « géosite d’intérêt régional » depuis l’inventaire géologique de l’Essonne mené en 2007. Il est revalorisé au cours de l'été 2018 avec un nettoyage et l'aménagement de bancs et panneaux pédagogiques.
La commune dans le cadre de ses grands projets[réf. nécessaire] [Quand ?] prévoit l'aménagement des rives de l'Yvette, la création d’une piste cyclable de cinq kilomètres sur le plateau de Saclay, reliée aux travaux de site propre de transports en commun et de circulation douce en centre-ville. La Via Turonensis, ancien sentier de pèlerinage de Saint-Jacques-de-Compostelle et actuel GR 655, passe par la commune en descendant du plateau de Saclay et en suivant les rives de l'Yvette.

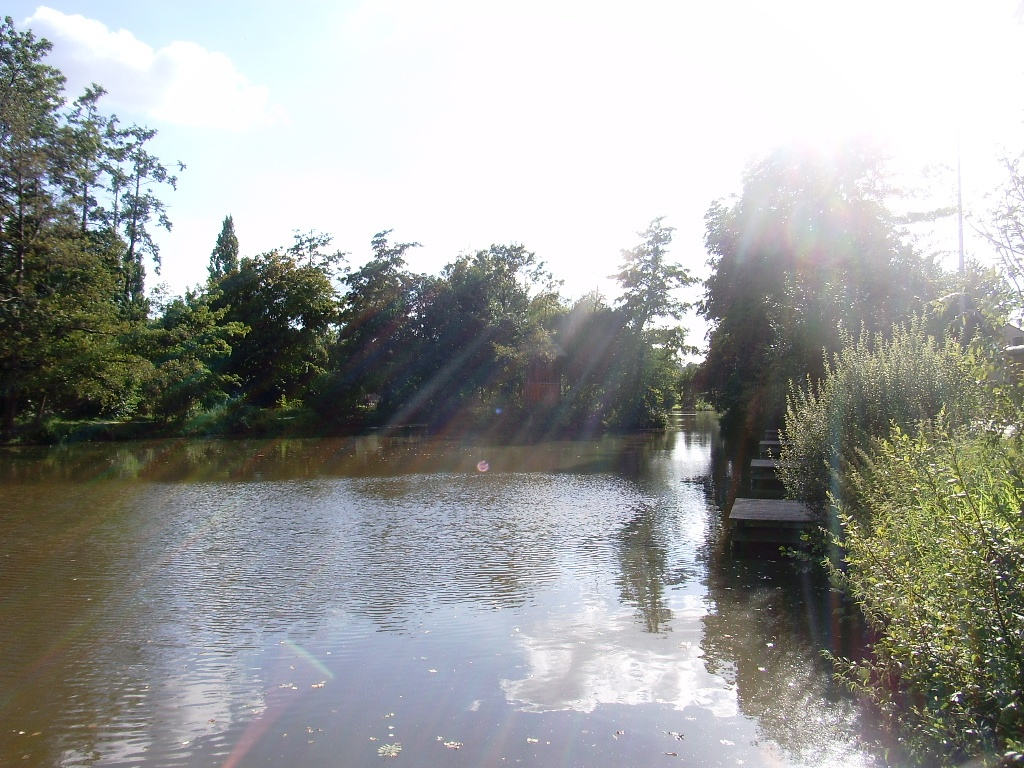
Le lac de Lozère et son kiosque.
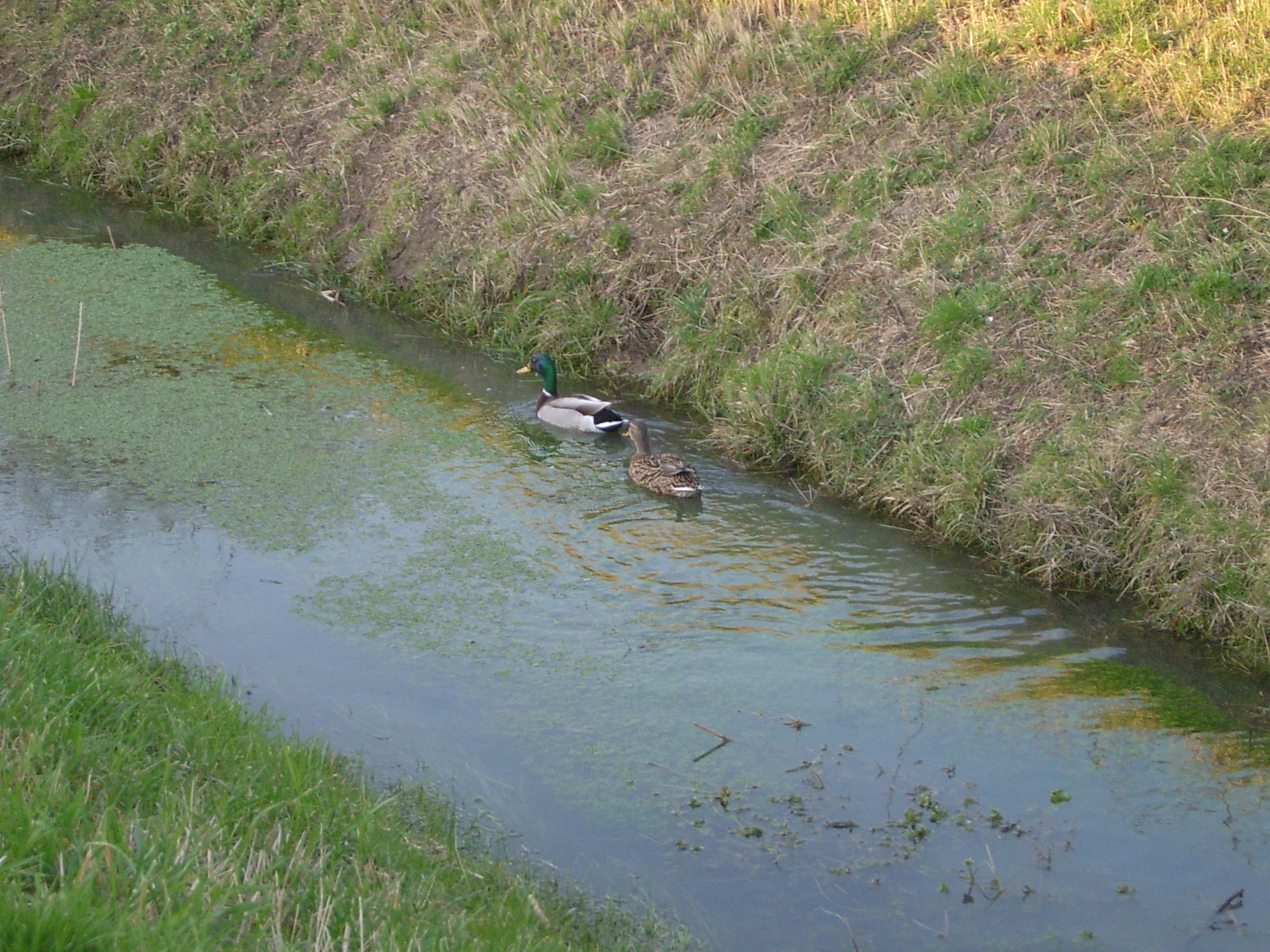
Les rigoles du plateau de Saclay.

### Lieux et monuments
Palaiseau a conservé, protégé et mis en valeur un patrimoine architectural riche.
On note en particulier :
- la poterne de l’ancien château du XIIIe siècle, aujourd’hui l’entrée du lycée saint-Eugène ;
- l'église Saint-Martin au clocher du XIIe siècle et à la nef du XVe siècle[189] ;
- l'église St-Michel du Pileu, construite en 1928 par l'architecte Louis-André Denis en style art déco
- l'hôtel de Brière et l’hôtel de Condé du XVIIe siècle, aujourd'hui musée du Hurepoix et office de tourisme ;
- la maison de François Denis Tronchet, devenue l'hôtel de ville du XVIIIe siècle ;
- les maisons de la rue de Paris, des IIe, XIVe et XVIIIe siècles ;
- le tribunal d'instance du XVIIIe siècle.

Également parmi les monuments remarquables :
- le fort de Palaiseau de 1879 et ses annexes, batteries de la Pointe et de l’Yvette[190] ;
- le château d'Ardenay du XIXe siècle et son bois dans la résidence du même nom ;
- le château de la Saussaye du XIXe siècle (habitation privée) ;
- l'hôtel de la Pie Voleuse du XVIIIe siècle ;
- la maison du Prieuré rue de la Pie voleuse existant en 1688 ;
- le boulevard Bara et ses demeures de style beaux-arts et Art nouveau ;
- la maison de George Sand et son parc[191] ;
- la maison de Charles Péguy à Lozère[192] ;
- la statue de Joseph Bara élevée place de la Victoire en 1881 ;
- la salle des fêtes de l'avenue de la République, à la charpente métallique, construite en 1930 pour la Foire agricole ;
- la chapelle Sainte-Geneviève construite par Xavier Arsène-Henry mélangent les styles architecturaux des XIXe et XXe siècles.
- L'église Notre-Dame-de-la-Nativité à Lozère

Le syndicat d'initiative propose un circuit de découverte de la ville, intitulé Palaiseau, entre cours et jardins.

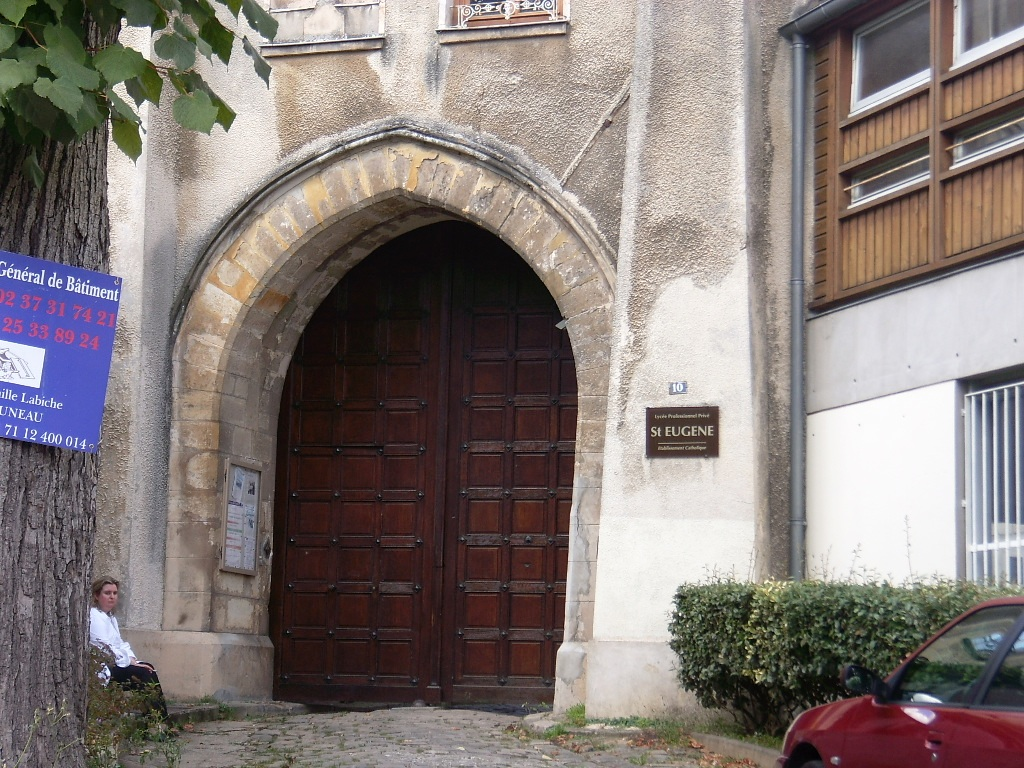
La poterne de l’ancien château seigneurial (XIIIe siècle).
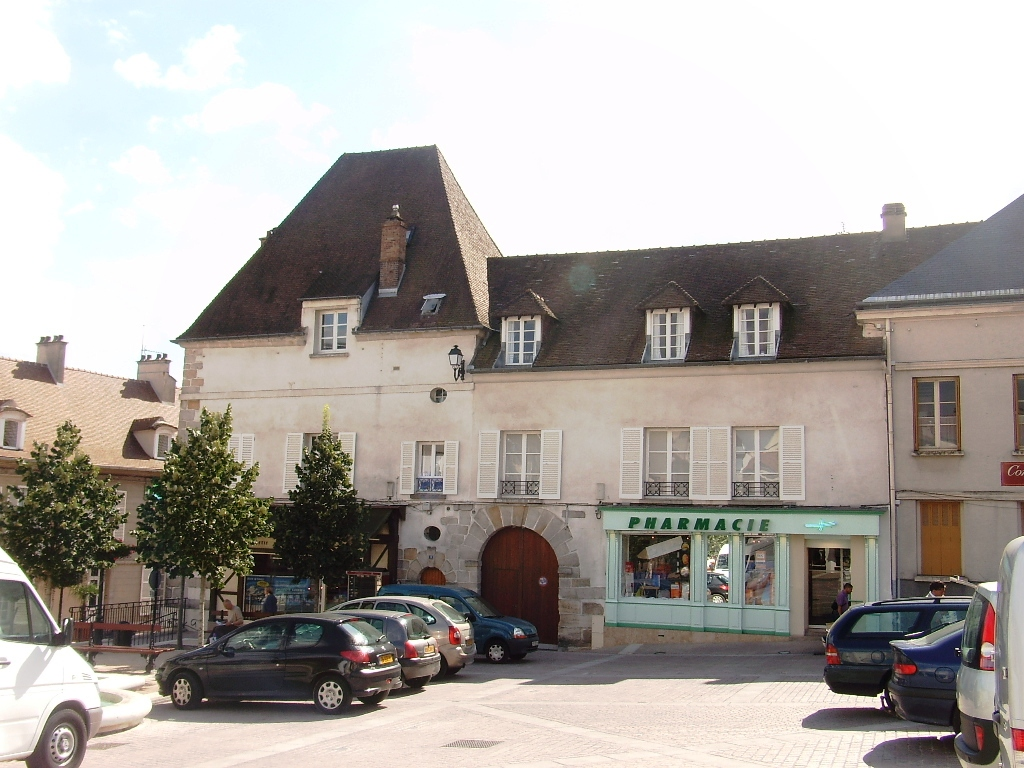
L’hôtel de Condé (XVIIe siècle).
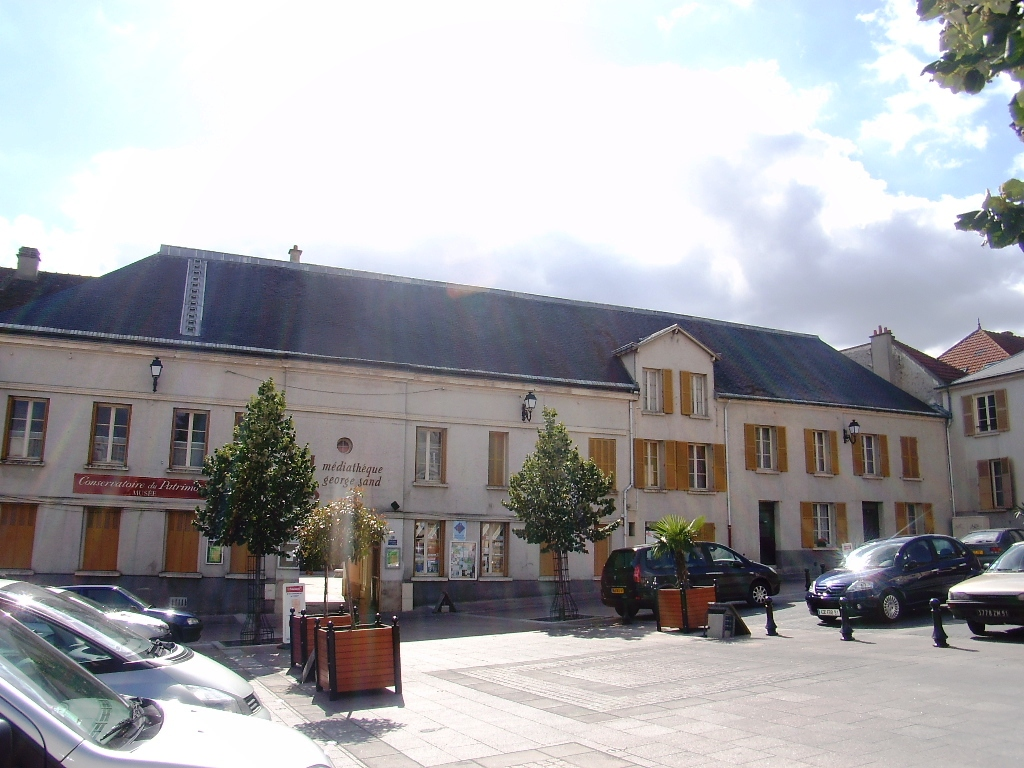
L’hôtel de Brière (XVIIe siècle).
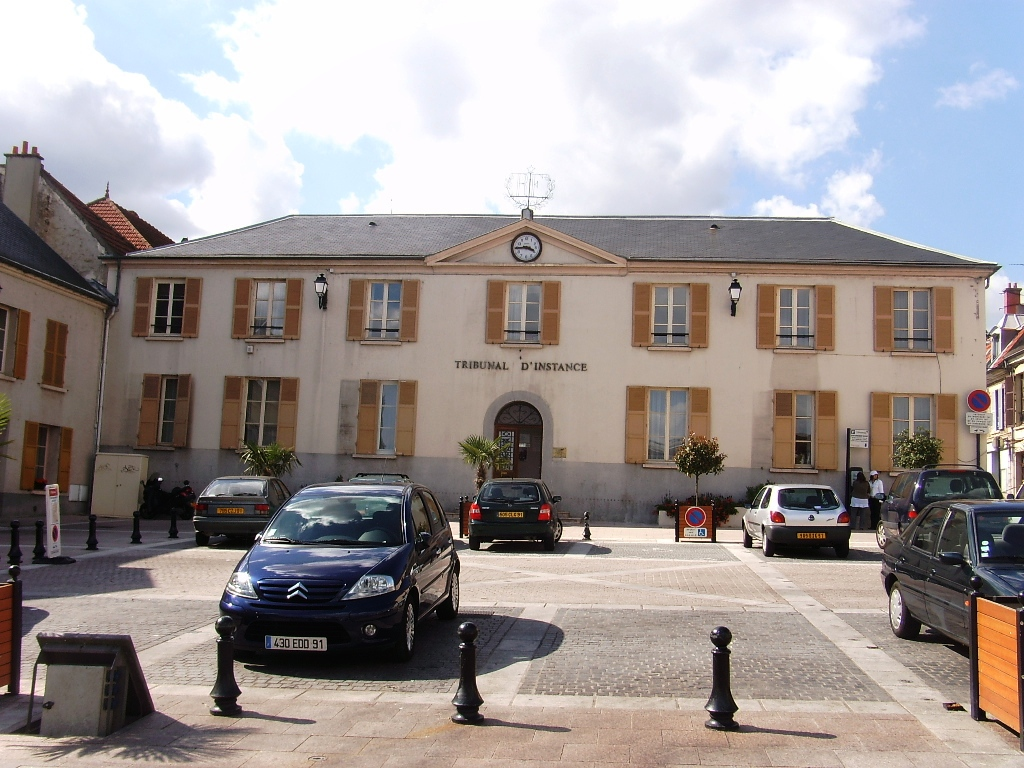
Le tribunal d’instance (XVIIIe siècle).
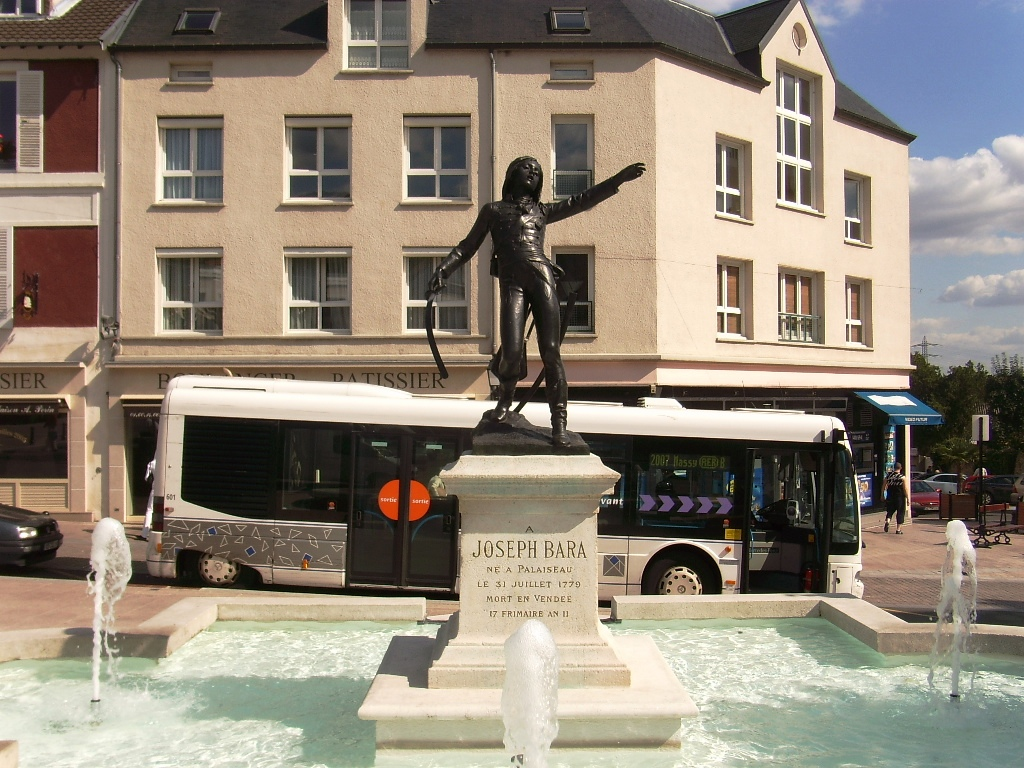
La statue de Joseph Bara place de la Victoire (1881).
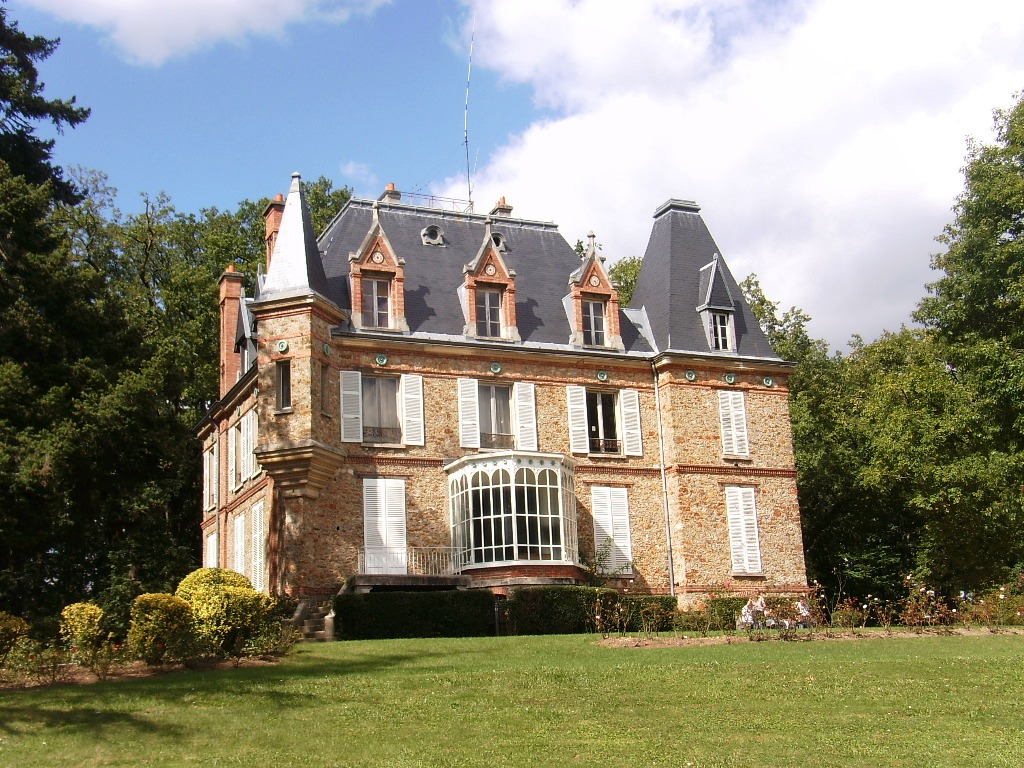
Le château d’Ardenay (XIXe siècle).
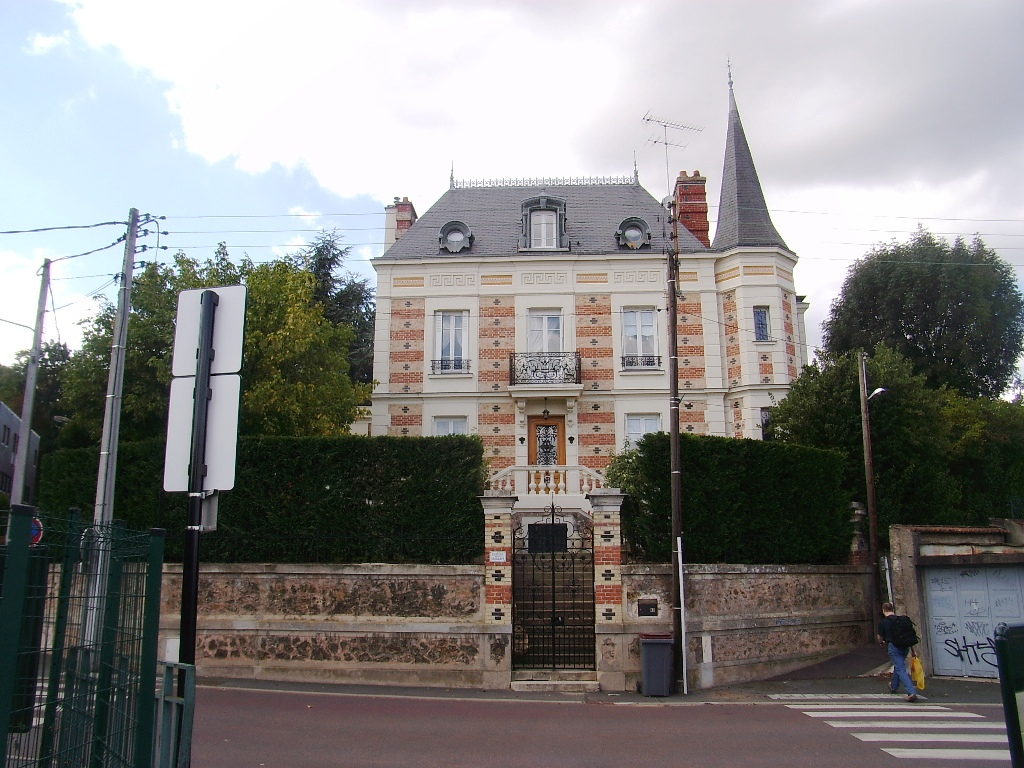
Le château de la Saussaye (XIXe siècle).
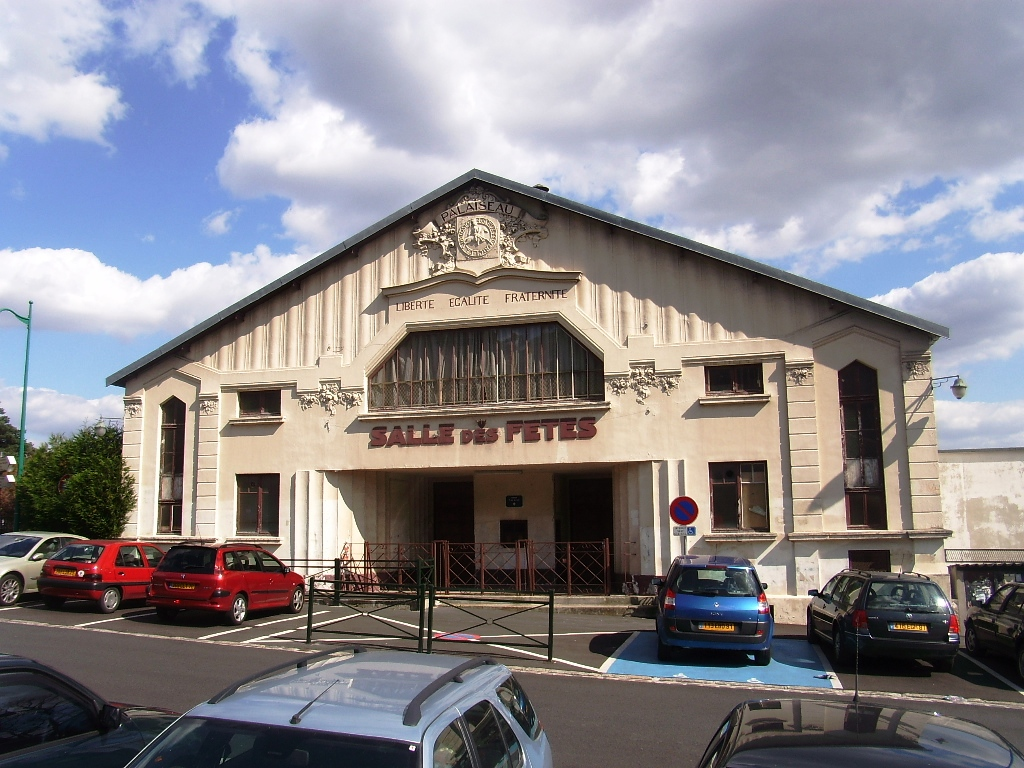
La salle des fêtes avant rénovation (1930).
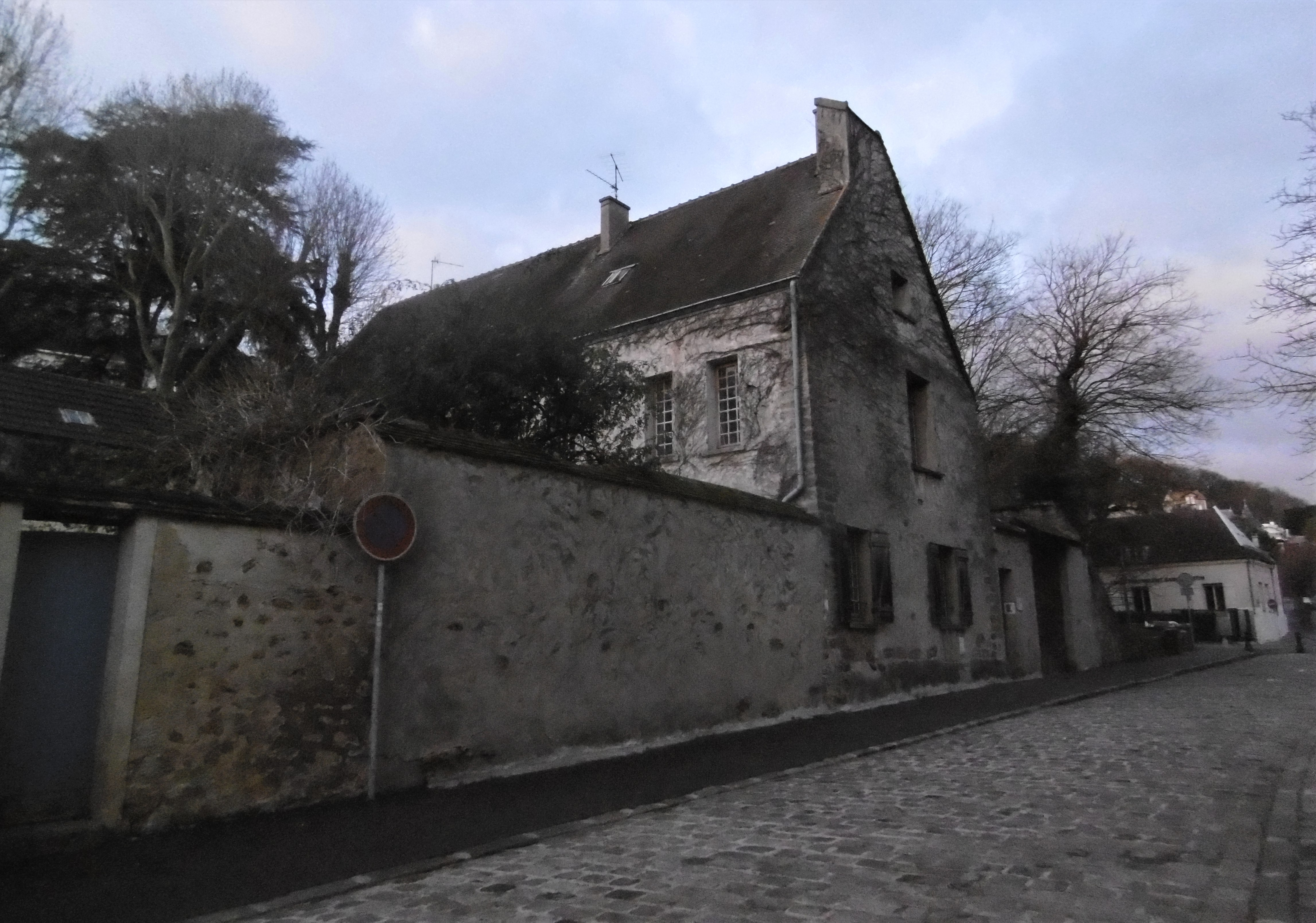
Le Prieuré rue de la pie voleuse.

Radar de Palaiseau

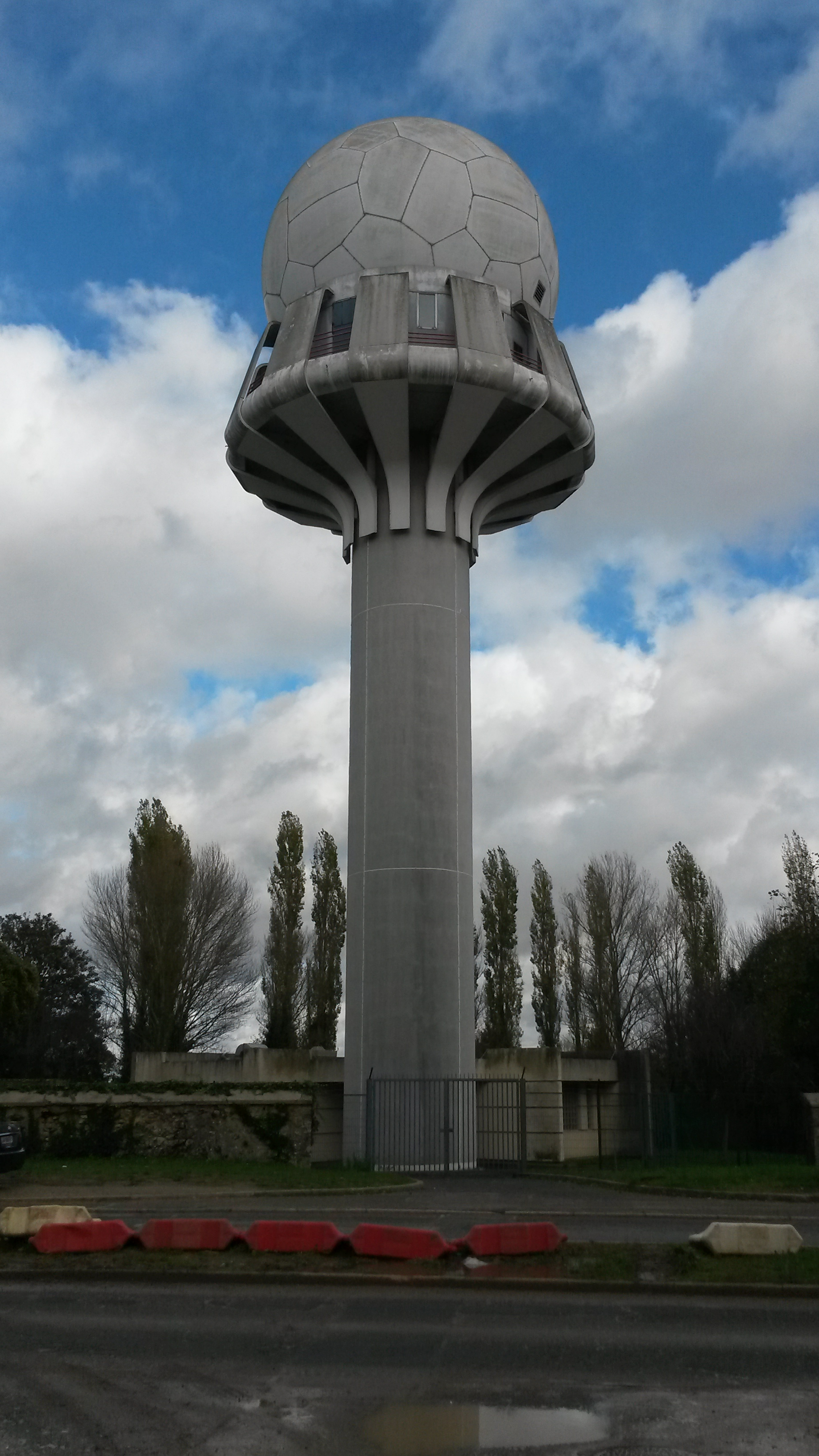
Radar de Palaiseau du contrôle de trafic aérien en service de 1990 à 2017.

C'est sur le territoire de la commune qu'est installé le radar utilisé de 1990 à 2017 par la direction générale de l'Aviation civile pour assurer la surveillance de l'espace aérien en Île-de-France,. Un nouveau radar est utilisé à partir de 2017 sur le campus de l'École polytechnique, près des bâtiments de l’ENSTA ParisTech,,,.

### Personnalités liées à la commune
Différents personnages publics sont nés, décédés ou ont vécu à Palaiseau :
- Childebert Ier (vers 497-558) avait un palais à Palaiseau, remplacé ensuite par le château seigneurial.
- Saint Wandrille (vers 600-668) et sainte Bathide (vers 626-680) y fondèrent une abbaye, aujourd’hui disparue.
- le cœur d’Antoine Arnauld (1612-1694), prêtre catholique a été recueilli dans la chapelle seigneuriale en 1710.
- Charles de Bourbon (1700-1760) était le comte de Palaiseau depuis l’échange de 1751 de la terre de Palaiseau contre celle de Charolais par Louis XV.
- Jean-Henri Dotteville (1716-1807), oratorien, y est né.
- François Denis Tronchet (1723-1806) y vécut caché pendant la Terreur dans l’actuel hôtel de ville.

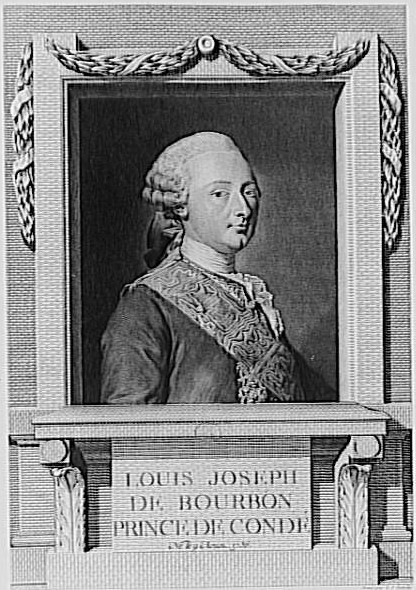
Louis V Joseph de Bourbon-Condé.

- Louis V Joseph de Bourbon-Condé (1736-1818), dernier propriétaire de l’ancien château de Palaiseau, détruit en 1802.
- Talleyrand (1754-1838) acheta le château mais n’y vint jamais.
- Louis-Charles Caigniez (1762-1842), dramaturge, écrivit sa plus célèbre pièce La Pie voleuse ou la Servante de Palaiseau en 1815.
- Joseph Bara (né en 1780 à Palaiseau[199] , mort en 1793), fils du garde-chasse du prince de Condé[200], héros de la Révolution française pendant la guerre de Vendée.
- Jean-Baptiste Desmarres (1760-1794), dont la famille gérait le château de Palaiseau pour le prince de Condé, officier français de la Révolution, qui a fait connaître Joseph Bara avant d'être guillotiné.
- Amable Tastu (1798-1885), écrivain, y vécut.
- Pierre-Jean de Béranger (1780-1857) et Alexandre Dumas fils (1824-1895) y venaient en villégiature.

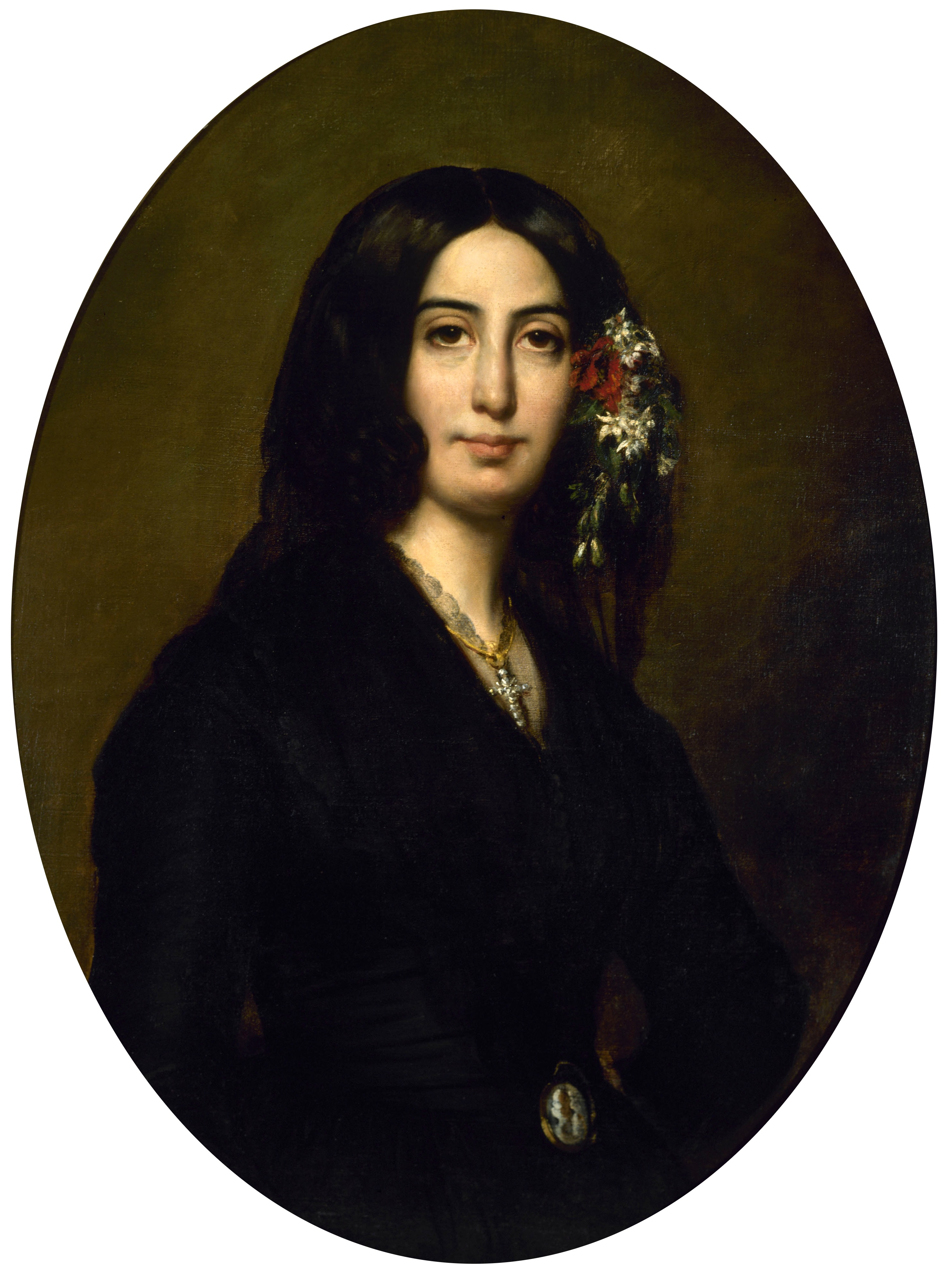
George Sand.

- George Sand (1804-1876), femme de lettres, y séjourna dans la villa qu'elle avait achetée, en partie pour Alexandre Manceau son dernier grand amour[201].
- Victor Pigeon (1816-1892), homme politique né et décédé à Palaiseau, député de Seine-et-Oise de 1848 à 1851.
- Alexandre Manceau (1817-1865), dessinateur, graveur, sculpteur et secrétaire de George Sand, y est mort[202].
- Henri Poincaré (1854-1912), mathématicien, y vécut.
- Émile Pouget (1860-1931), syndicaliste, y est mort.
- Emile Bidault (1869-1938), mécanicien et militant anarchiste, y est né.
- Grégoire Calvet (1871-1928), sculpteur, qui y mourut accidentellement.
- Charles Péguy (1873-1914), écrivain, y vécut.
- Roger Ferdinand (1898-1967), dramaturge, y vécut.
- Jacques Audiberti (1899-1965), écrivain, y vécut.
- Raoul Bonnamy (1907-1943), homme politique, fondateur de l'Union Sportive Ouvrière de Palaiseau[203], déporté politique à Auschwitz-Birkenau, y est né. Une place de la ville porte son nom.
- Emmanuel Peillet (1914-1973), pataphysicien, y vécut.
- Sylvain Garant (1925-1993), pilote automobile français de compétitions essentiellement en rallyes et sur circuits pour voitures de sport de type Grand Tourisme, de profession voyagiste (agence OTOM).
- Henri Alleg (1921-2013), journaliste, auteur de La Question, y vécut et y repose[204].
- Gilbert Simondon (1924-1989), philosophe, y a vécu et y est mort.
- Jean-Pierre Chabrol (1925-2001) y vécut et y écrivit Le Bout Galeux en 1955[205]. Depuis, le « Bout Galeux » est le nom de la brocante annuelle de Palaiseau, se tenant dans la rue de Paris, artère principale de la ville.
- Noëlle Vincensini (1927-2025), résistante, cinéaste et Officier de la Légion d'honneur, en fut maire-adjointe.
- Paul Guérin (1928-2018), écrivain, en fut le curé.
- Micheline Luccioni (1930-1992), actrice, y est née.
- Albert Fert (1938- ), Prix Nobel de physique en 2007, directeur scientifique du laboratoire commun du CNRS et de Thales à Palaiseau depuis 1995.
- Serge Haroche (1944- ), Prix Nobel de physique en 2009, y a enseigné.
- Françoise Chandernagor (1945- ), Romancière et conseiller d’État, y est née.
- Jean-Maurice Mourat (1946- ), guitariste, y enseigna.
- Guy Delcourt (homme politique) (1947-2020), homme politique, y est né.
- Jean-Pierre Bourguignon (1947- ), président du Conseil européen de la recherche, y a enseigné.
- Christopher Pissarides (1948- ), Prix Nobel d'économie en 2010, y travaille.
- Alain Finkielkraut (1949- ), philosophe, y a enseigné.
- Jean Pruvost (1949- ), lexicologue, y vit.
- Dominique Orliac (1952- ), femme politique y est née.
- Pierre-Louis Lions (1955- ), lauréat de la médaille Fields, y enseigne.
- Antoine Frérot (1958- ), président de Véolia, y a étudié.
- Jean-François Clervoy (1958- ), spationaute, y a étudié.
- François Villeroy de Galhau (1959- ), directeur de BNP Paribas, y a étudié.
- Bruno Borrione (1961- ), architecte d’intérieur, y est né.
- Jérôme Lorant (1961- ), footballeur, y est né.
- Jean-Luc Tavernier (1961- ), directeur de l'INSEE, y a étudié.
- Fabrice Brégier (1961- ), directeur d'Airbus, y a étudié.
- Frédéric Oudéa (1963- ), directeur de la Société Générale, y a étudié.
- Patrick Pouyanné (1963- ), président de Total, y a étudié.
- Philippe Perrin (1963- ), spationaute, y a étudié.
- Rodolphe Garnier (1967- ), hockeyeur professionnel, y est né.
- Édouard Bineau (1969- ), pianiste, y vit.
- Patrice Caine (1970- ), président de Thales, y a étudié.
- Nathalie Kosciusko-Morizet (1973- ), femme politique, y a étudié.
- Caroline Aigle (1974-2007), première femme française pilote de chasse, y a étudié.
- Guillaume Stanczyk (1975- ), animateur de télévision, y est né.
- Thierry Henry (1977- ), footballeur, y fut licencié.
- Jonathan Zebina (1978- ), footballeur, y fut licencié.
- Jean-Alain Boumsong (1979- ), footballeur, y fut licencié.
- Noémie Lenoir (1979- ), top-model, y a étudié.
- Thomas Gérard Idir dit Sinik (1980- ), rappeur, y vit.
- Benjamin Mendy (1994- ), footballeur, y fut licencié.

### Héraldique et logotype

Logo.

| Blason de Palaiseau | Blason  | Bandé d’or et de gueules de six pièces, au chef de sable chargé à dextre d’un lion léopardé d’or. |
| Blason de Palaiseau | Détails | Ce blason est adapté de l’ancien sceau de Ferry de Palaiseau, seigneur de Palaiseau et de Massy au XIIIe siècle pour son lion léopardé et des armes de la famille d’Arnauld de Pomponne, marquis de Palaiseau au XVIIIe siècle. La commune s’est en outre dotée d’un logotype. |

### Palaiseau dans les arts et la culture

#### Palaiseau dans la culture populaire
- Au VIe siècle, un moine du nom de Rigomer prêchait la parole de Dieu dans la contrée et guérissait les malades avec de l’huile sainte. Une jeune fille nommée Ténestine, touchée par la guérison de son père, décida de suivre le saint homme. Mais la rumeur leur prêta une liaison et les paysans se plaignirent auprès du roi Childebert Ier, qui reçut les jeunes gens dans son palais et leur dit : « Si vous êtes purs, que ces cierges s’allument d’eux-mêmes sur un signe de votre main ». Les deux croyants prièrent et les cierges s’allumèrent. Pour célébrer ce miracle, le roi ordonna la construction d’une église à Vauhallan[206].
- En 1798, une auberge ouvrit sur la route de Chartres, appelée Auberge de l’Éléphant. Cette auberge existe toujours et elle a donné son nom au carrefour où elle est située. En 1991, une rumeur courut dans les écoles de la commune, un éléphant, bien réel celui-ci se serait échappé du Festival du cirque de Massy et aurait traversé la ville avant d’être maîtrisé, sur ce carrefour de l’Éléphant.

#### Palaiseau au théâtre
- En 1815, Palaiseau devint célèbre avec une représentation au théâtre de la Porte-Saint-Martin de la pièce La Pie Voleuse ou la Servante de Palaiseau écrite par Laigniez et D’Aubigny. Cette pièce est à l'origine du livret de l'opéra de Rossini La Gazza Ladra, connu en français sous le nom de La pie voleuse. Une rue de Palaiseau porte ce nom.

#### Palaiseau dans la littérature
- Jean-Pierre Chabrol publie Le Bout-Galeux en 1955, livre qui fait le récit après-guerre des habitants de ce quartier populaire au bout de la rue de Paris

#### Palaiseau dans la poésie
Charles Péguy cite le nom de la commune dans son poème Présentation de la Beauce à Notre-Dame de Chartres :

« Nous arrivons vers vous du lointain Palaiseau,
Et des faubourgs d’Orsay par Gometz-le-Châtel,
Autrement dit Saint-Clair ; ce n’est pas un castel,
C’est un village au bord d’une route en biseau. »

#### Palaiseau dans la chanson
- Le chanteur Renaud cite également Palaiseau et plus spécialement la gare de Massy - Palaiseau dans la chanson Le Tango de Massy-Palaiseau issue de son album Ma gonzesse sorti en 1979.
- Palaiseau est citée dans la chanson de Gavroche dans la strophe :

« On est laid à Nanterre,
C’est la faute à Voltaire,
Et bête à Palaiseau,
C’est la faute à Rousseau. »

#### Palaiseau au cinéma et à la télévision

##### Cinéma
- Certaines scènes du film Les Misérables ont été tournées dans l’hôtel de la Pie Voleuse, demeure du XVIIIe siècle.

##### Télévision
- En 1957, la série documentaire À la découverte des Français consacre une émission au domaine de la Butte-à-la Reine. Les premiers immeubles viennent alors d'être édifiés et les propriétaires en prennent possession[119].
- En 1973, la série documentaire À la découverte des Français consacre une seconde émission au domaine de la Butte-à-la Reine. Une quinzaine d'année après l'arrivée des premiers occupants, les résidents font part de leur expérience et de leur sentiment quant à l'expérience d'habitation collective qu'ils ont vécue[120].